# Jasna Góra
Jasna Góra (łac. Clarus Mons) – sanktuarium wraz z klasztorem zakonu paulinów w Częstochowie, położone na wzgórzu o tej samej nazwie. Jedno z ważniejszych miejsc kultu maryjnego oraz najważniejsze centrum pielgrzymkowe katolików w Polsce, ze znajdującym się obrazem Matki Bożej Częstochowskiej, który uważany jest za cudowny, oraz zbiorem wielu innych dzieł sztuki, najczęściej sakralnej, stanowiących w większości dary wotywne wiernych. 16 września 1994 obiekt uznany został za pomnik historii.

## Historia
| Ważniejsze wydarzenia z historii Jasnej Góry | |
| Data                                         | Wydarzenie |
| 9.08.1382                                    | Sprowadzenie paulinów na częstochowskie wzgórze oraz fundacja klasztoru przez księcia Władysława Opolczyka                                                                                    |
| 31.08.1384                                   | Do paulińskiego kościoła ofiarowano obraz Matki Bożej |
| 1388                                         | Klasztor i kościół kultu maryjnego otrzymały nazwę Jasna Góra |
| 24.02.1393                                   | Król Władysław II Jagiełło potwierdził fundację Jasnej Góry |
| 1425                                         | Przywilej odpustów dla pielgrzymów na Jasnej Górze nadany przez abp. Wojciecha Jastrzębca |
| 1429–1450                                    | Budowa gotyckiej kaplicy Matki Boskiej |
| 14.04.1430                                   | Rabunkowy napad husycki, zniszczenie cudownego obrazu oraz rewaloryzacja w Krakowie |
| 1431                                         | Uroczyste przeniesienie odnowionego obrazu z Krakowa na Jasną Górę |
| 1463                                         | Konsekracja wzniesionego przy kaplicy, gotyckiego kościoła Krzyża Świętego i Narodzenia NMP                                                                                                   |
| 1550                                         | Rozpoczęła działalność kapela jasnogórska – zespół wokalno-instrumentalny |
| 1568                                         | O. Mikołaj z Wilkowiecka OSPPE, ogłosił drukiem pierwsze dzieło o dziejach jasnogórskiego obrazu „Historya o obrazie w Częstochowie Panny Maryey y o cudach rozmaitych tej Wielebnej Tablice” |
| 1616                                         | Król Zygmunt III Waza obwarował sanktuarium. Jasna Góra stała się fortecą |
| 1641–1644                                    | Wzniesiono trójnawowy korpus kaplicy (druga część), fundacji biskupów Stanisława i Macieja Łubieńskich                                                                                        |
| 8.09.1650                                    | Poświęcenie ołtarza głównego w kaplicy Matki Bożej, fundacji kanclerza wielkiego koronnego, Jerzego Ossolińskiego                                                                             |
| 27.12.1655                                   | Wycofanie wojsk szwedzkich po czerdziestodniowym oblężeniu fortecy |
| 1661                                         | Król Jan II Kazimierz Waza przyjął w Sali Rycerskiej hołd Kozaków zaporoskich |
| 27.02.1670                                   | Jedyny ślub królewski na Jasnej Górze, Michała Korybuta Wiśniowieckiego z Eleonorą Habsburżanką                                                                                               |
| 20.10.1683                                   | Król Jan III Sobieski złożył hołd i trofea po zwycięstwie nad Turkami w bitwie pod Wiedniem                                                                                                   |
| 16.07.1690                                   | Pożar kościoła, po którym zawaliło się sklepienie |
| 1692–1730                                    | Odbudowa zniszczonego kościoła w stylu barokowym |
| 1702, 1704                                   | Kolejne oblężenia jasnogórskiej fortecy przez Szwedów |
| 1705                                         | Cudowny obraz wywieziono do klasztoru w Mochowie |
| 9.10.1710                                    | Pożar w bibliotece jasnogórskiej |
| 8.09.1717                                    | Uroczysta (pierwsza poza Rzymem) koronacja postaci cudownego obrazu, koronami papieża Klemensa XI                                                                                             |
| 1736                                         | Otwarcie odnowionej biblioteki klasztornej |
| 1769–1771                                    | Skuteczna obrona przez Kazimierza Pułaskiego i konfederatów barskich po ataku wojska rosyjskiego                                                                                              |
| 1793                                         | Fortecę jasnogórską zajmują wojska pruskie feldmarszałka Mólendorta (II rozbiór Polski) |
| 1809                                         | Oblężenie twierdzy przez generała austriackiego Bronowackiego |
| 1813                                         | Wkroczenie wojsk rosyjskich na Jasną Górę. Z rozkazu cara Aleksandra I Romanowa zostały rozebrane wały obronne jasnogórskiej fortecy                                                          |
| 13.10.1836                                   | Uroczysty pochówek szczątków zmarłych paulinów w zbiorowym grobie pod kaplicą Matki Bożej. Początek nowych pochówków w niszach krypty pod kaplicą                                             |
| 1843                                         | Odbudowa murów fortecznych Jasnej Góry |
| 1861                                         | Odsłonięcie pomnika przeora o. Augustyna Kordeckiego OSPPE |
| 1896                                         | Udostępnienie pielgrzymom prezentacji skarbca z eksponatami |
| 1897                                         | Wojsko rosyjskie opuściło twierdzę jasnogórską |
| 15.08.1900                                   | Pożar wieży |
| 1906                                         | Kościół Krzyża Świętego i Narodzenia NMP otrzymały tytuł bazyliki mniejszej |
| 29.08.1906                                   | Pierwsza uroczystość Matki Bożej Jasnogórskiej |
| 22/23.10.1909                                | Kradzież sukni perłowej i koron klementyńskich z cudownego obrazu |
| 22.05.1910                                   | Rekoronacja po kradzieży koron klementyńskich postaci cudownego obrazu koronami papieża Piusa X                                                                                               |
| 1913                                         | Poświęcenie stacji drogi krzyżowej wokół murów Jasnej Góry |
| 4.11.1918                                    | Polskie wojsko uwolniło Jasną Górę spod jarzma zaborcy |
| 3.09.1939                                    | Niemcy wkroczyli na Jasną Górę, która znalazła się na terenie Generalnego Gubernatorstwa |
| 3.10.1945                                    | Na Jasnej Górze rozpoczęła swoje obrady pierwsza po II wojnie światowej Konferencja Episkopatu Polski                                                                                         |
| 8.09.1946                                    | Episkopat Polski z prymasem, kard. Augustem Hlondem poświęcił ojczyznę Niepokalanemu Sercu Maryi                                                                                              |
| 9.12.1953                                    | Pierwszy apel jasnogórski, zorganizowany przez o. Jerzego Tomzińskiego OSPPE |
| 26.08.1956                                   | Jasnogórskie Śluby Narodu Polskiego |
| 3.05.1957                                    | Prymas Polski kard. Stefan Wyszyński erygował na Jasnej Górze Instytut Prymasowski Ślubów Narodu                                                                                              |
| 3–4.05.1966                                  | Obchody Milenium chrztu Polski pod przewodnictwem kard. Stefana Wyszyńskiego |
| 4–6.06.1979                                  | Papież Jan Paweł II jako zwierzchnik Kościoła powszechnego przybył na Jasną Górę |
| 1983                                         | Ukazał się pierwszy numer dwumiesięcznika „Jasna Góra” |
| 14–16.08.1991                                | Papież Jan Paweł II przybył do sanktuarium na 6. Światowe Dni Młodzieży |
| 17.06.1999                                   | Ostatnia wizyta papieża Jana Pawła II na Jasnej Górze |
| 2006                                         | Otwarcie Skarbca Pamięci Narodu w bastionie św. Rocha |
| 26.05.2006                                   | Papież Benedykt XVI przybył na Jasną Górę |
| 28.07.2016                                   | Wizyta papieża Franciszka na Jasnej Górze |

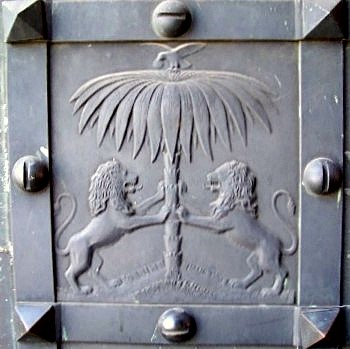
Herb paulinów na drzwiach

Początki istnienia klasztoru sięgają dnia 22 czerwca 1382, kiedy to do Polski zostali sprowadzeni paulini z macierzystego klasztoru św. Wawrzyńca pod Budą na Węgrzech przez księcia Władysława Opolczyka i osadzeni mocą dekretu z 9 sierpnia tegoż roku na wzgórzu w pobliżu wsi Stara Częstochowa, którego proboszczem był Henryk Biel herbu Ostoja z Błeszna. Oddany im został wówczas drewniany kościół parafialny pw. Najświętszej Panny Maryi Dziewicy i Rodzicielki. Parafię przeniesiono natomiast do filialnego kościoła św. Zygmunta w Częstochowie. Jak wynika to z najnowszych badań, na wzgórzu jasnogórskim obok kościoła drewnianego wznosiła się murowana strażnica. W niej to – być może po zaadaptowaniu – zamieszkało początkowo pierwszych około 16 zakonników węgierskich. Ich pieczy w dwa lata po erekcji klasztoru powierzył książę opolski Władysław przywieziony z ziemi halickiej obraz Matki Boskiej z Dzieciątkiem, zwany odtąd obrazem Matki Bożej Częstochowskiej, który według legendy namalował św. Łukasz Ewangelista na desce stołu w Jerozolimie. Obraz wkrótce zasłynął łaskami i cudami. W rzeczywistości obraz powstał w XIV wieku i jest dziełem nieznanego artysty włoskiego. On też namalował szramy na policzku Matki Boskiej, co wykazały wykonane w XX wieku szczegółowe badania obrazu. Paulini, uposażeni najpierw dziesięcinami przez fundatora, w kilka lat później 24 lutego 1393, gdy książę Władysław utracił swe posiadłości śląskie i małopolskie, ponowne nadania, bardziej korzystne otrzymali od króla Władysława Jagiełły. Na skutek napływających darów podjęto wówczas realizację zespołu gotyckich zabudowań kościelno-klasztornych. W latach 1425–1429 wzniesiono jednonawową świątynię murowaną, zastępując nią kościół drewniany. Ponadto do stojącej kaplicy Matki Bożej, dostawiono od zachodu czworoboczny klasztor z wewnętrznym krużgankiem.
14 kwietnia 1430 klasztor został splądrowany przez bandę rycerzy, rozbójników (Polaków, Ślązaków, Czechów i Morawian, wśród których był m.in. starosta sanocki Jan Kuropatwa), którzy przy tej okazji sprofanowali i zniszczyli cudowny obraz. Obraz został wówczas wyrwany z ołtarza, ciśnięty na ziemię, okradziony z kosztowności i pocięty szablami. Po renowacji w Krakowie i ozdobieniu tła srebrnymi blachami obraz został uroczyście przeniesiony na Jasną Górę w 1434. Ponowny wzrost ruchu pielgrzymkowego wymusił trwającą do 1644 rozbudowę gotyckiej kaplicy Matki Bożej o trójnawowy korpus. Budowa fortyfikacji trwała 28 lat, z przerwami od roku 1620.
Szczególne znaczenia dla Polaków miejsce to nabrało podczas potopu szwedzkiego w 1655 oraz 1 kwietnia 1656, gdy król Jan II Kazimierz Waza złożył śluby lwowskie. 16 marca 1657 przybył on na Jasną Górę i tam modlił się o uratowanie Rzeczypospolitej przed wojskami szwedzkimi. Śluby lwowskie powtórzone zostały 26 sierpnia 1956 w Jasnogórskich Ślubach Narodu, napisanych przez prymasa kard. Stefana Wyszyńskiego 16 maja 1956.

### Oblężenie podczas potopu szwedzkiego w 1655

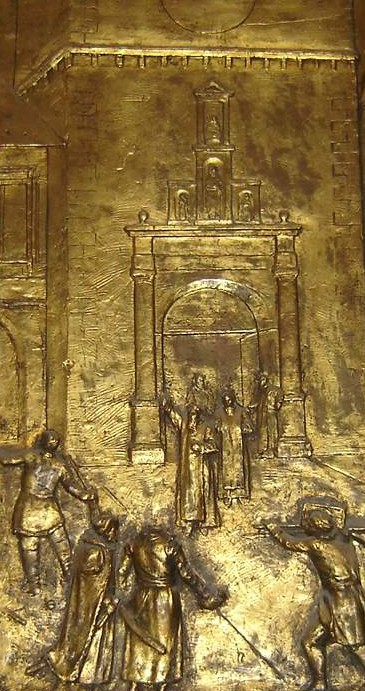
Obrona Jasnej Góry 1655, XIX wieczna płaskorzeźba z przedsionka Sali Rycerskiej

W ciągu niespełna 200 lat istnienia Fortecy wielokrotnie pod jej murami stawał nieprzyjaciel, jednak główne rozstrzygnięcia najczęściej zapadały na polach kluczowych bitew. Stąd też działania militarne pod murami częstochowskiego Sanktuarium miały najczęściej znaczenie drugorzędne.
W czasie potopu szwedzkiego wojska nieprzyjaciela podjęły próbę opanowania klasztoru i sanktuarium pod dowództwem gen. Burcharda Muellera o liczebności około 4000 żołnierzy oraz artylerią w postaci 36 dział. Po stronie obrońców twierdzy dowodzonej przez przeora o. Augustyna Kordeckiego OSPPE znajdowało się około 160 żołnierzy załogi, niespełna 100 zakonników oraz kilka osób spośród szlachty. 8 listopada 1655 Szwedzi zażądali poddania klasztoru, lecz po odmowie zakonników wycofali się następnego dnia do Wielunia. Ponowne niewpuszczenie ich do jasnogórskiej twierdzy było przyczyną rozpoczęcia oblężenia, trwającego od 18 listopada 1655 do nocy z 26 na 27 grudnia. Pod koniec listopada Szwedzi otrzymali posiłki w postaci dodatkowych 600 ludzi i 3 armat. Jednak o. Kordecki odrzucił ponowne żądanie kapitulacji po informacjach o niezadowoleniu wojsk polskich w służbie szwedzkiej. Twierdza znajdowała się pod ostrzałem, lecz szwedzkie wojska dopiero 10 grudnia sprowadziły artylerię oblężniczą, która mogła się przyczynić do zdobycia klasztoru. W dniu 24 grudnia o. Kordecki odrzucił kolejne żądanie poddania twierdzy. 27 grudnia Szwedzi zaprzestali oblężenia, jednakże próbowali później jeszcze czterokrotnie zdobyć klasztor. Wcześniej 17 listopada 1655 prowincjał o. Teofil Bronowski OSPPE wywiózł z Jasnej Góry cudowny obraz na Śląsk, aby nie narażać go na ewentualną profanację czy grabież. Obraz przechowywano w paulińskim klasztorze w Mochowie koło Prudnika.
Obrona Jasnej Góry przede wszystkim była triumfem w wymiarze religijno-symbolicznym. Oblężenie to nie było punktem zwrotnym w przebiegu potopu szwedzkiego. Warto dodać, że z Wielkopolski wyruszyła wyprawa na pomoc Częstochowie pod wodzą starosty babimojskiego Krzysztofa Żegockiego, która dotarła na miejsce już po odejściu Szwedów.

### Bitwa podczas rokoszu Lubomirskiego w 1665
W sierpniu 1665 pod murami Jasnej Góry miała miejsce bitwa wojsk króla Jana Kazimierza z rokoszanami Jerzego Lubomirskiego (starosty olsztyńskiego), która okazała się zwycięska dla wojsk rokoszan. Paulini z Jasnej Góry w czasie tej bitwy zamknęli bramy, aby uniknąć angażowania się w konflikt zbrojny między dwoma dobrodziejami klasztoru.

### Oblężenia podczas II najazdu szwedzkiego 1702-1709
Następnie podczas III wojny północnej, Szwedzi trzykrotnie oblegali jeszcze Jasną Górę, kiedy komendantem twierdzy był przeor klasztoru o. Euzebiusz Najman OSPPE. Groźbami i szantażem usiłowali wymusić okup na paulińskich zakonnikach. Początkowo próbował tego dokonać gen. Nils Carlsson Guldenstiern, który wraz z 10-tysięczną armią stał pod murami Sanktuarium od połowy do końca sierpnia 1702. Okupu jednak nie zdołał wymusić, a spowodowane postojem pod Częstochową opóźnienie w marszu wojsk skomplikowało w tymże roku losy podboju Polski.
Niepowodzeniem też zakończyły się próby wymuszenia kontrybucji przez innych szwedzkich generałów: Karola Gustawa Rehnskölda, który od 5 do 14 lutego 1704 przebywał w Częstochowie wraz z 9-tysięczną armią oraz gen. Nilsa Stromberga, który w kwietniu 1705 za doznane niepowodzenie, a więc odmowę zapłacenia kontrybucji przez Klasztor, zemścił się podpalając leżącą nieopodal klasztoru wieś Częstochówkę. Pożar, jaki wówczas wybuchł, zagroził poważnie Klasztorowi, który od niechybnej katastrofy uratowała nagła zmiana kierunku wiatru, zapobiegając dalszemu rozprzestrzenianiu się ognia.

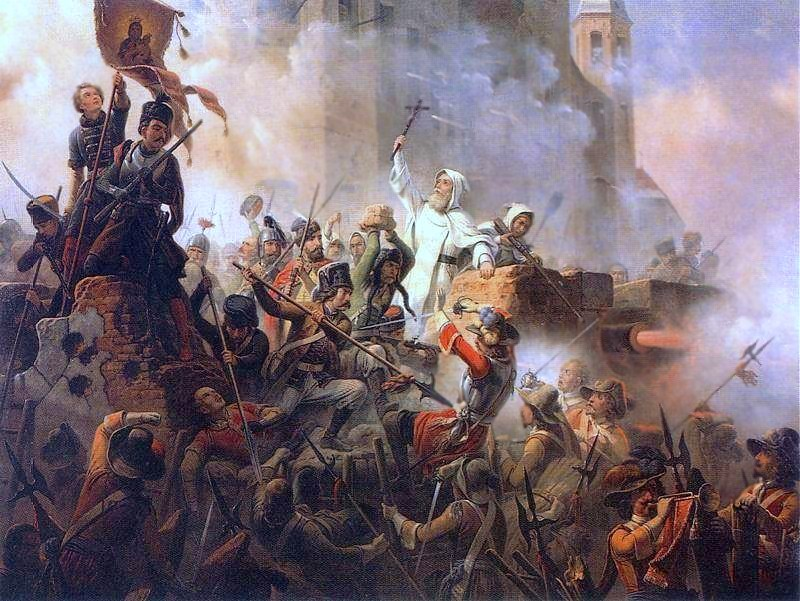
Obrona Jasnej Góry przed Szwedami, obraz Januarego Suchodolskiego

Ostatni – czwarty – raz w czasie III wojny północnej Szwedzi pojawili się pod klasztorem we wrześniu 1709. Do Częstochowy wszedł korpus gen. Ernesta von Krassau maszerujący w kierunku Szczecina. Jednym z pułków szwedzkich dowodził płk. Wilhelm Burchard Müller von der Luhnen, syn generała Burcharda Müllera, który 54 lata wcześniej bezskutecznie oblegał klasztor w czasie pamiętnego najazdu w 1655. Szwedzi zażądali zapłacenia kontrybucji, lecz 12 września w obliczu nadciągających wojsk rosyjskich i saskich, wycofali się z Częstochowy.

### Rabunek Lubomirskiego
W 1716 Jerzy Ignacy Lubomirski usiłował bezskutecznie zająć twierdzę jasnogórską. Zagrabił jednak dobra klasztorne, co wywołało oburzenie opinii publicznej. Dzięki protekcji królewskiej uniknął konsekwencji swego czynu.

### Koronacja obrazu
Przez następne lata, do 1770 na Jasnej Górze nie było żadnych działań zbrojnych. W tym czasie miało miejsce bardzo ważne wydarzenie. Otóż decyzją papieża Klemensa XI z 1716 biskup chełmski Krzysztof Jan Szembek dokonał 8 września 1717 koronacji jasnogórskiego obrazu, w której uczestniczyło około 200 tys. wiernych. Była to pierwsza na ziemiach polskich ustanowiona dekretem papieskim koronacja wizerunku Matki Bożej z Dzieciątkiem, dokonana poza Rzymem.

### Oblężenie podczas konfederacji barskiej

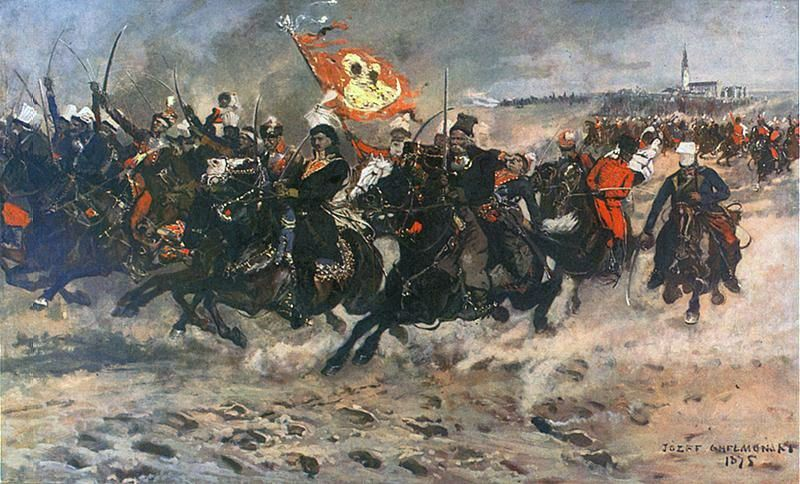
Kazimierz Pułaski pod Częstochową, obraz Józefa Chełmońskiego

Trudne chwile przeżyła Forteca w czasie konfederacji barskiej, kiedy trzykrotnie przebywali w niej konfederaci. Po raz pierwszy Ignacy Skarbek-Malczewski z 3 tysiącami konfederatów od 9 do 11 lutego 1769, a następnie podwładni Sulimirskiego i Dobrzuchowskiego od końca czerwca do końca sierpnia 1779. Wreszcie Kazimierz Pułaski, który przebywał w jasnogórskiej twierdzy z podwładnymi od początku września 1770 do dnia jej kapitulacji. Ich pobyt sprowokował do ataku Rosjan, liczących na osaczenie konfederatów i bogate łupy, jakie zamierzali zdobyć na Jasnej Górze. Jedyny szturm jaki w decydującym oblężeniu przeprowadził dysponujący 3 tysiącami żołnierzy gen. Iwan Drewicz z 8 na 9 stycznia 1771, zakończył się niepowodzeniem. 1300 żołnierzy pod dowództwem Kazimierza Pułaskiego, zadając nieprzyjacielowi dotkliwe straty, sięgające kilkuset zabitych i rannych, zmusiło ich do odwrotu.
Następnie w 1772 Jasna Góra znowu stała się centralnym punktem obrony konfederatów. U stóp Klasztoru gromadzili się bowiem ci, którzy nie chcieli przyjąć warunków kapitulacji. Toczonym wówczas w Warszawie rokowaniom między królem a Rosjanami towarzyszyły szturmy Rosjan, którzy otoczyli Jasną Górę. Dążyli oni do zbrojnego zajęcia Sanktuarium przed zakończeniem rozmów w Warszawie. Obrony konfederatów nie przełamali, lecz (na mocy podpisanej kapitulacji przez króla Stanisława Augusta Poniatowskiego) wkroczyli na Jasną Górę 18 sierpnia 1772. Alojzy Fryderyk Brühl utworzył korpus inżynierów, który w 1783 częściowo przebudował twierdzę jasnogórską.

### Pod zaborem rosyjskim
Kolejny raz Forteca została zdobyta 19 listopada 1806 przez Polaków pod dowództwem pułkowników Dechampsa i Miaskowskiego, dysponującymi jedynie 270 żołnierzami wraz z okolicznymi chłopami, którzy pomysłowym fortelem zmusili do kapitulacji batalion wojsk pruskich liczący 800 żołnierzy.
Jasna Góra stawiła też dzielny opór wojskom austriackim w wojnie 1809. Ostatnim oblężeniem w historii Jasnej Góry było oblężenie Twierdzy przez gen. Fabiana Sackena w kwietniu 1813. Po odcięciu wody do Klasztoru i uczynieniu wyłomu w murach oraz poczynieniu przez oblegających znacznych strat w Fortecy, dysponujący 1100 ludźmi płk Antoni Górski zmuszony był poddać Twierdzę na honorowych warunkach, po których okoliczni chłopi między 1 kwietnia a 15 lipca 1813 rozebrali jasnogórskie mury.
Okres pod rządami rosyjskimi, to czas nasilających się represji wobec klasztoru: ograniczano liczbę zakonników, zajęto dobra ziemskie, a sanktuarium było grabione. 24 października 1909 miała miejsce profanacja obrazu podczas której dokonano kradzieży klementyńskich koron i sukienki przez nieznanych sprawców. Przypuszcza się, że kradzież mogła być inspirowana przez agentów rosyjskich służb tzw. Ochrany. Wiele źródeł przypisuje sprawstwo o. Damazemu Macochowi OSPPE, skazanemu w głośnym piotrkowskim procesie o zabójstwo i kradzież pieniędzy na Jasnej Górze. Kradzieży koron i sukienki mu jednak nigdy nie udowodniono, a przypuszczenia oparto na politycznych poszlakach, sugerujących m.in. ofiarowanie nowych koron przez cara Mikołaja II. Rok później, 22 maja 1910 odbyła się ponowna koronacja (rekoronacja) koronami, które zostały przesłane przez papieża św. Piusa X. Wraz z koronami obraz otrzymał nową sukienkę: koralową, ufundowaną przez włościan ze wsi Rembieszyce i Złotniki w kieleckim. I wojna światowa ominęła Jasną Górę, stanowiącą od 26 kwietnia 1915 do 4 listopada 1918 enklawę pod okupacją austro-węgierską. Komendantem wojskowym klasztoru był z nadania austriackiego kpt. Josef Klettlinger.

### II Rzeczpospolita
Dwudziestolecie międzywojenne było okresem reform w klasztorze.

### II wojna światowa
W pierwszych dniach II wojny światowej w polskiej prasie pojawiły się doniesienia jakoby Luftwaffe dokonało nalotu na klasztor. Informacje te okazały się jednak nieprawdziwe, prawdopodobnie zostały sfingowane przez samych Niemców. W czasie tej wojny część pomieszczeń twierdzy była okupowana przez niemieckie wojsko (od 3 września 1939 roku do 16 stycznia 1945), a sami zakonnicy byli kontrolowani. Ograniczono między innymi zbiorowe pielgrzymki. Samą ikonę w ołtarzu głównym zastąpiono kopią, a oryginał ukrywano na terenie klasztoru, między innymi był przymocowany pod blatem jednego z dwu stołów w Bibliotece Klasztornej. Jasna Góra w tym czasie stała się schronieniem dla partyzantów, a także Żydów. Ponadto Niemcy usiłowali wykorzystać to miejsce na swoją propagandę, chcąc zjednać sobie Polaków. Jasną Górę dwa razy odwiedził gubernator Hans Frank. W styczniu 1945 Niemcy podjęli próbę spalenia klasztoru, zakończoną niepowodzeniem dzięki szybkiej ofensywie Armii Czerwonej.

### PRL

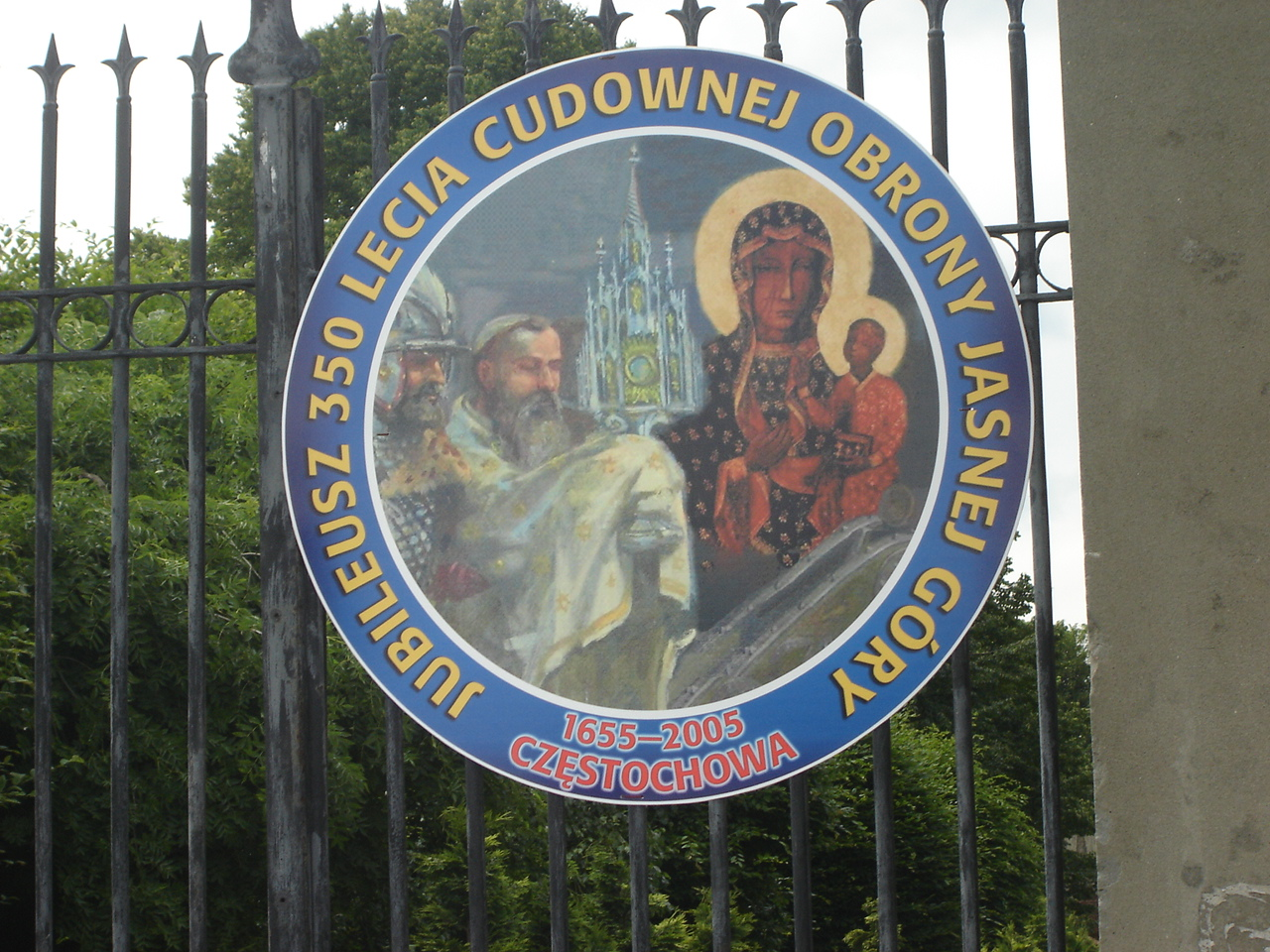
Logo uroczystości 350-lecia obrony klasztoru z 1655 na ogrodzeniu Jasnej Góry

26 sierpnia 1956 przy udziale około miliona wiernych złożono Jasnogórskie Śluby Narodu Polskiego, zredagowane przez uwięzionego prymasa Stefana Wyszyńskiego oraz modlono się o jego uwolnienie. 3 maja 1966 odbyły się centralne uroczystości religijne millenium chrztu Polski.

### III Rzeczpospolita
W 2005 obchodzono 350-lecie obrony Jasnej Góry. Z tego powodu zorganizowano m.in.:
- 3 maja widowisko batalistyczne w wykonaniu Bractw Kurkowych Rzeczypospolitej Polskiej;
- 11 września koncert-przedstawienie Częstochowska Victoria przy współudziale Telewizji Polskiej, w którym wystąpili m.in.: Krystyna Feldman, Anna Seniuk, Daniel Olbrychski, Maciej Kozłowski, Paweł Kukiz, Natalia Kukulska, Arka Noego, aktorzy Teatru im. Adama Mickiewicza w Częstochowie.

W 2023 Jasna Góra otrzymała Medal Komisji Edukacji Narodowej nadany przez Ministerstwo Edukacji Narodowej.

### Wizyty papieskie

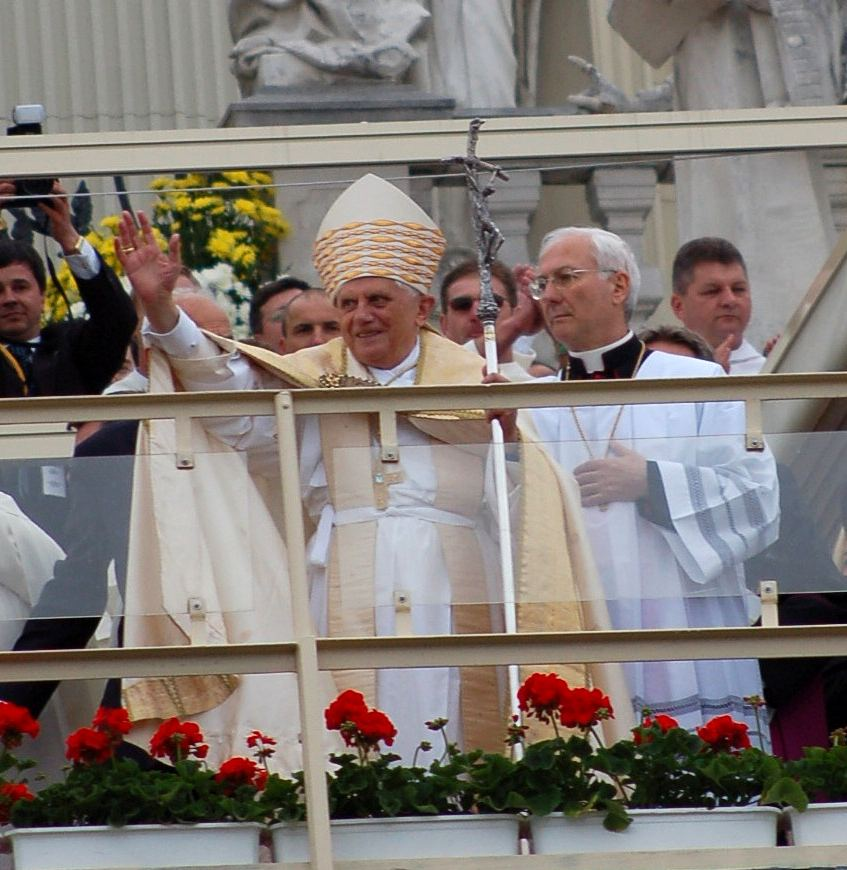
Benedykt XVI na Jasnej Górze w 2006

Sanktuarium na Jasnej Górze odwiedziło dotychczas trzech papieży: św. Jan Paweł II (sześciokrotnie), Benedykt XVI i Franciszek, m.in. ofiarując swoje dary. Warto dodać, że poza pielgrzymkami, św. Jan Paweł II ofiarował jeszcze inne dary, w tym m.in. Złote serce (22 czerwca 1982) i Korony do Obrazu jasnogórskiego (poświęcone 1 kwietnia 2005, a ofiarowane 3 maja 2005).
| Wizyty papieskie |                  |                                                 |                           |
| Lp.              | Papież           | Data / Okoliczność                              | Ofiarowany Dar            |
| 1                | św. Jan Paweł II | 4–6 czerwca 1979                                | Złota róża                |
| 1                | św. Jan Paweł II | 18–20 czerwca 1983                              | Przestrzelony pas sutanny |
| 1                | św. Jan Paweł II | 12–13 czerwca 1987                              |                           |
| 1                | św. Jan Paweł II | 14–16 sierpnia 1991 / 6. Światowe Dni Młodzieży |                           |
| 1                | św. Jan Paweł II | 4 czerwca 1997                                  |                           |
| 1                | św. Jan Paweł II | 17 czerwca 1999                                 |                           |
| 2                | Benedykt XVI     | 26 maja 2006                                    | Złota róża                |
| 3                | Franciszek       | 28 lipca 2016 / 1050 rocznica chrztu Polski     | Złota róża                |

## Zabudowa
Budowle klasztoru i obiekty sakralne na Jasnej Górze powstały w różnym czasie. Najstarsze w XV wieku: bazylika, prezbiterium kaplicy cudownego obrazu i zakrystia, a najmłodsze w XX wieku.

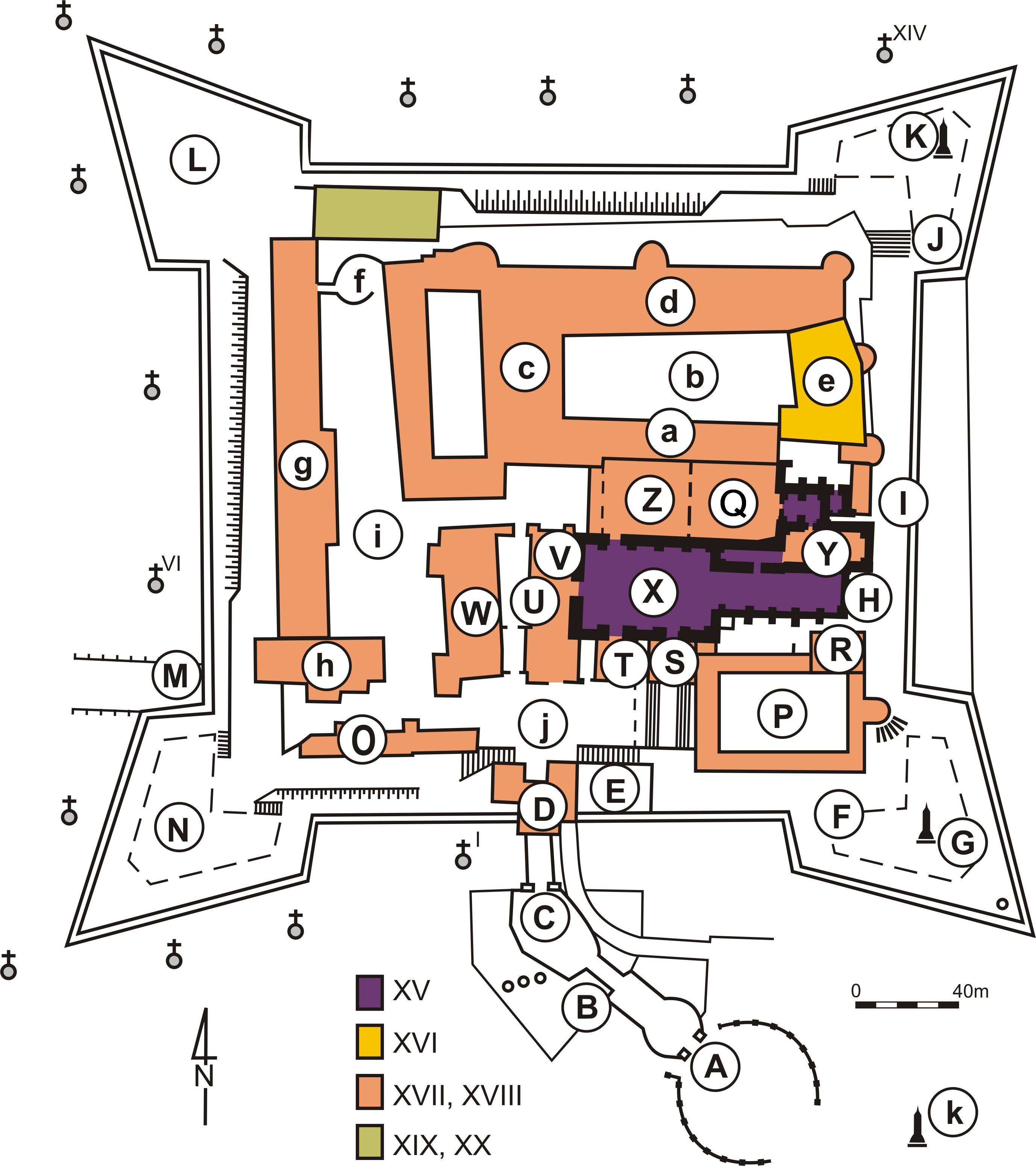
Plan Jasnej Góry: A – Brama Lubomirskich; B – Brama Matki Bożej Zwycięskiej; C – Brama Matki Boskiej Bolesnej; D – Brama wałowa (Brama Jagiellońska); E – Kaplica Sakramentu Pokuty; F – Bastion królewski (bastion Potockich); G – Pomnik o. Augustyna Kordeckiego; H – Skarbiec; I – Ołtarz przed szczytami; J – Bastion św. Trójcy (bastion Szaniawskich); K – Pomnik św. Jana Pawła II; L – Bastion Morsztynów (bastion św. Rocha); M – Brama św. Jana Pawła II (brama wjazdowa); N – Bastion św. Barbary (bastion Lubomirskich); O – Domy Muzykantów; P – Wieczernik; Q – Kaplica MB Częstochowskiej; R – Kaplica Pamięci Narodu im. o. Augustyna Kordeckiego; S – Kaplica Jabłonowskich (kaplica Najświętszego Serca Pana Jezusa); T – Kaplica Denhoffów (kaplica św. Pawła Pierwszego Pustelnika); U – Wejście na wieżę; V – Kaplica św. Antoniego Padewskiego; W – Pokoje Królewskie; X – Bazylika; Y – Zakrystia; Z – Przybudówka Kaplicy MB Częstochowskiej; a – Sala Rycerska; b – Wirydarz klasztorny; c – Refektarz i biblioteka; d, e – Klasztor; f – Studnia; g – Muzeum 600-lecia; h – Arsenał; i – Dziedziniec gospodarczy; j – Dziedziniec główny; k – Pomnik kard. Stefana Wyszyńskiego

### Sanktuarium jasnogórskie

#### Fortyfikacje Jasnej Góry

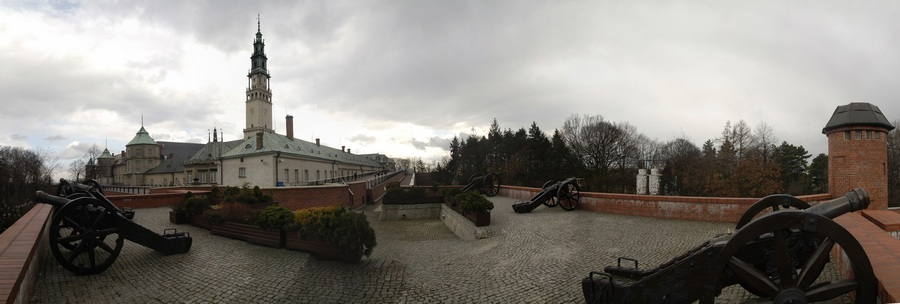
Panorama z bastionu św. Rocha

Budowę wałów jasnogórskich Twierdzy Maryjnej (łac. Fortalitium Marianum) rozpoczęto około 1620 z inicjatywy króla Zygmunta III Wazy, który zaniepokojony zamieszkami w Rzeszy niemieckiej i niespokojnymi czasami oraz przewidując ewentualne zagrożenia dla Jasnej Góry ze strony protestantów podjął decyzję o ufortyfikowaniu Sanktuarium. Forteca została zaprojektowana przez królewskiego architekta Andrei dell’ Aqua na planie czworoboku z charakterystycznymi bastionami w narożach. Pierwszy etap budowy przeprowadzono w latach 1621–1624, kiedy to wzniesione zostały mury wraz z bramą wjazdową. Następnie w 1631 wybudowano wschodnią kurtynę, tzn. mur obronny wraz z dwoma bastionami (obecnie widoczny z placu przed szczytem), a potem na podstawie zawartej umowy z Janem Zubertem z Krakowa wybudowano dwa kolejne bastiony (kurtynę zachodnią), które zostały ukończone w latach 40. XVII wieku. Całość fortyfikacji (u schyłku 1655, w czasie szwedzkiego oblężenia) była prostokątem o wymiarach (130 ×104) m z głęboką fosą oraz usypanymi wałami ziemnymi. Twierdza miała ponadto tzw. kazamaty i murowane skarpy. Jeszcze w czasie trwania wojny ze Szwecją w 1658 Sejm Rzeczypospolitej przeznaczył na rozbudowę Fortecy Jasnogórskiej i utrzymanie jej garnizonu (120-150 osób) dodatkowe kwoty.
Na przełomie XVII i XVIII wieku Twierdzę znacznie rozbudowano i zmodernizowano. W latach 80. XVII wieku wybudowano arsenał, czyli pomieszczenie do przechowywania broni, amunicji i armat. Na początku XVIII wieku utworzono prochownię i odlewnię kul, a następnie w 1709 zewnętrzny brzeg fosy otoczono tzw. palisadą, która liczyła ponad 15 tys. pali. Kolejną modernizację przeprowadzono w latach 1700–1721, znacznie przebudowując wszystkie bastiony i kurtyny. W następnych latach ograniczono się do przeprowadzenia bieżących remontów Fortecy. W 1813, po klęsce Napoleona i wkroczeniu Rosjan, car Aleksander I wydał rozkaz zlikwidowania twierdzy. W czasie półtora miesiąca rozebrano górne partie murów, oblankowania, zasypano fosy i zniwelowano wały ziemne. W 1842 uzyskano pozwolenie cara Mikołaja I na uporządkowanie pozostawionych stert gruzów, które otaczały Sanktuarium oraz na odbudowę murów fortecznych (według pierwotnych planów), lecz przestały już one pełnić funkcję obronną.

#### Bramy wejściowe

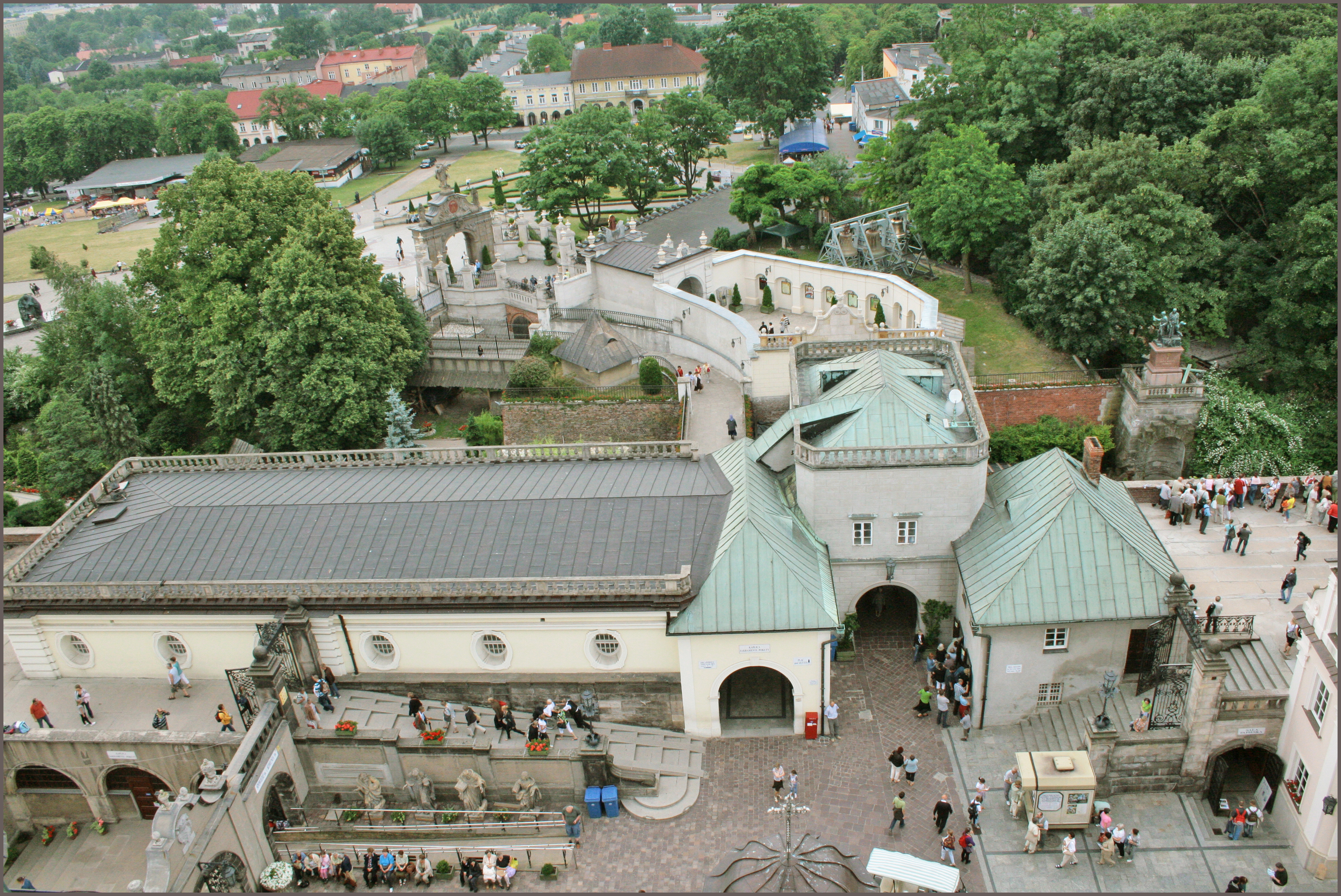
Bramy od strony południowej widziane z wieży (od dołu: wałowa, MB Bolesnej, MB Zwycięskiej i Lubomirskich)

Na teren Jasnej Góry prowadzą dwa wejścia: główne od strony południowej i boczne (zachodnie) przez bramę wjazdową. Wejście główne tworzy system czterech bram, z których pierwszą, zwaną Lubomirskich, poprzedza niewielki, kolisty placyk otoczony niskim murem z kamiennymi pachołkami spiętymi łańcuchami, zbudowany na początku XX wieku, według projektu Stefana Szyllera. Pośrodku pokrycia placyku, ułożonego z ciemnej kostki granitowej widnieje godło zakonu paulinów, tzn. palma z siedzącym na niej krukiem, trzymającym w dziobie bochenek chleba i dwa lwy wspierające się łapami o pień drzewa.

##### Brama Lubomirskich

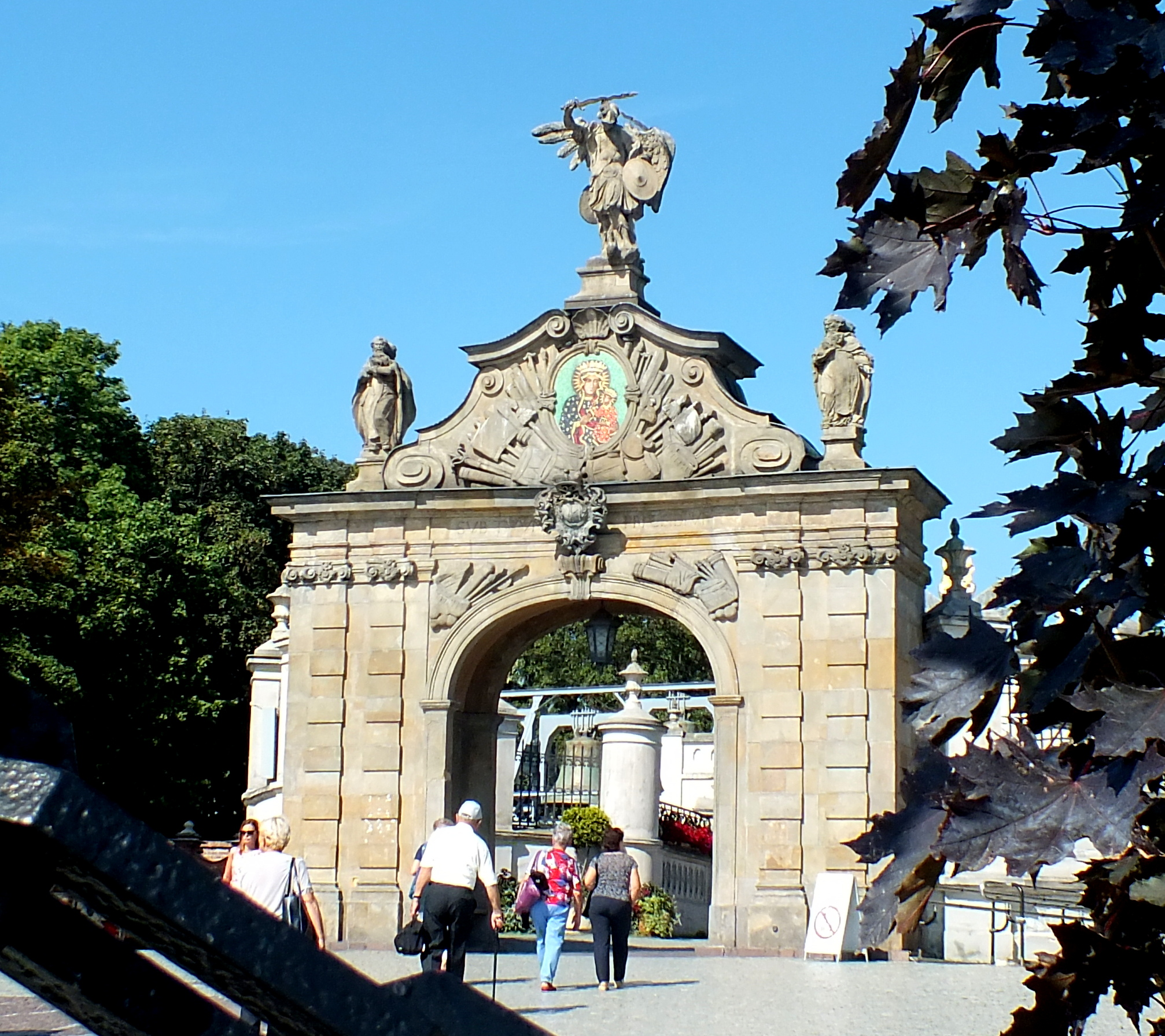
Brama Lubomirskich

Brama została zbudowana z cegły obłożonej kamieniem, piaskowcem w latach 1722–1723 przez wrocławskiego kamieniarza Jana Limbergera, fundacji podkomorzego koronnego Jerzego Dominika Lubomirskiego (stąd nazwa bramy). W zwieńczeniu bramy w owalu umieszczona jest mozaika Matki Bożej Królowej, wyżej wznosi się dwustronna rzeźba św. Michała Archanioła, a po bokach postawiono również dwustronne rzeźby św. Pawła Pierwszego Pustelnika i św. Antoniego Opata. Pod obrazem wykuto skrzyżowaną broń i sztandary oraz umieszczono na gzymsie napis (łac. Sub Tuum Praesidum), Pod Twoją Obronę.

##### Brama Matki Bożej Zwycięskiej
Zbudowana została w 1767 z okazji spodziewanego przyjazdu króla Stanisława Augusta Poniatowskiego, który jednak nie przybył. W 1955 otrzymała nazwę Bramy Matki Bożej Zwycięskiej, bowiem staraniem zakonników w zwieńczeniu bramy umieszczono płaskorzeźbę Matki Bożej Zwycięskiej, na której Maryja unosi się w obłokach nad panopliami (urządzeniami obronnymi), a wykonaną przez artystkę Zofię Trzcińską-Kamińską. Brama jest dość obszerna w postaci przejścia (tunelu wejściowego) prowadzącego na tzw. rawelin, czyli małą fortecę służącą do ochrony bramy głównej, założoną na planie pięcioboku.

##### Brama Matki Boskiej Bolesnej
Kiedyś były tu dwa mosty zwodzone: jeden prowadził od bramy Książąt Lubomirskich do bramy Matki Bożej Zwycięskiej. Przez tę bramę wchodziło się z kolei w obręb rawelinu, a dalej do trzeciej bramy, nazwanej bramą Matki Bożej Bolesnej, wybudowanej w obecnym kształcie w 1891, na miejscu wcześniejszej, drewnianej z 1767, za którą znajdował się drugi most zwodzony prowadzący ponad fosą do bramy Wałowej, a dalej na teren fortyfikacji.

###### Dzwonnica i dzwony Jasnogórskie
W obrębie rawelinu, za parkanem znajduje się prowizoryczna dzwonnica z trzema dzwonami. Kilka razy dziennie bije najmniejszy dzwon – o godz. 5:30 słychać dzwon na pierwszą mszę świętą, następnie w południe na Anioł Pański, potem o godz. 18:00 na wieczorną mszę świętą i wreszcie o godz. 21:00 na Apel Jasnogórski. Wszystkie trzy dzwony można usłyszeć w dni świąteczne. Zabytkowy dzwon jest obecnie nie używany z powodu pęknięcia podczas bicia na Apel Jasnogórski w 1990. Posiada on łacińskie inskrypcje, noszący nazwę Jezus Maryja, waży ok. 5 ton. Jest to jeden z najstarszych polskich dzwonów powstałych w okresie renesansu, ufundowany przez króla Zygmunta Starego w 1544. 9 czerwca 2001 na bastionie południowo-wschodnim, gdzie znajduje się pomnik o. Augustyna Kordeckiego OSPPE, metropolita częstochowski abp Stanisław Nowak poświęcił kopię dzwonu o nazwie Jezus Maryja, ufundowaną przez Pocztę Polską. Natomiast historyczny dzwon został zdjęty i umieszczony na bastionie południowo-zachodnim. Pozostałe dwa duże dzwony o nazwach Św. Pawła Pierwszego Pustelnika i Maryi zostały zakupione z ofiar i darów pielgrzymów w 1912. Pierwotnie dzwonnica znajdowała się obok prezbiterium kościoła, w miejscu, gdzie dziś stoi kaplica Pamięci Narodu, ale ze względów sytuacyjnych (brak miejsca na liczne dzwony) została przeniesiona na rawelin.
| Dzwony jasnogórskie |                        |           |                 |             |                                                           |
| Lp.                 | Nazwa dzwonu           | Waga [kg] | Ton uderzeniowy | Rok odlania | Odlewnia                                                  |
| 1.                  | Jezus Maryja (replika) | 5000      | dis'/es'        | 2000        | Odlewnia dzwonów Jana Felczyńskiego, Przemyśl             |
| 2.                  | Św. Paweł Pustelnik    | 5350      | b0/ais0         | 1912        | Odlewnia dzwonów A. Zwoliński i S. Czerniewicz, Pustelnik |
| 3.                  | Maryja                 | 8200      | fis0/ges0       | 1912        | Odlewnia dzwonów A. Zwoliński i S. Czerniewicz, Pustelnik |

##### Brama wałowa

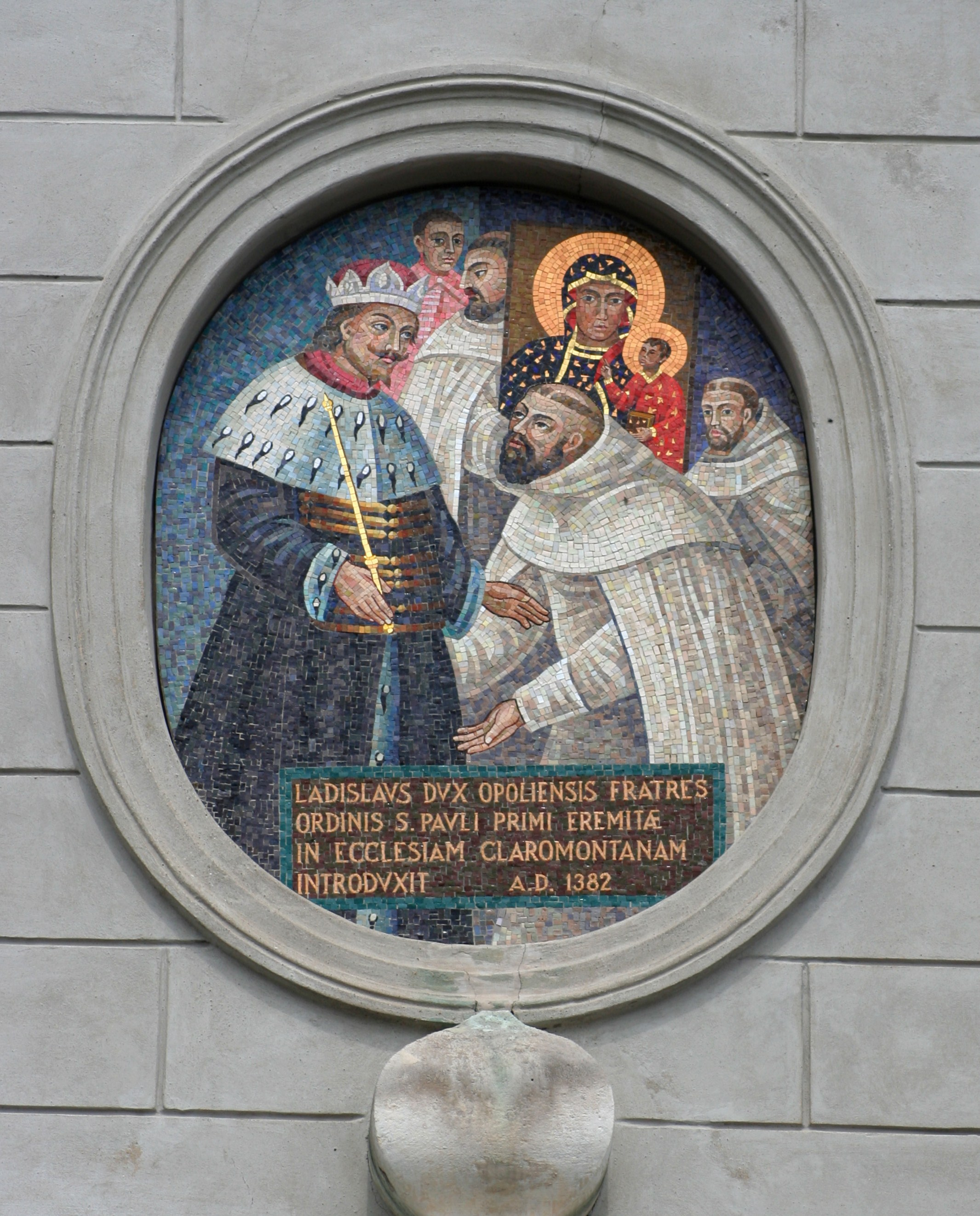
Zdobienie bramy wałowej z napisem:
Władysław Książę Opolski, lokator braci Zakonu Świętego Pawła Pierwszego Pustelnika w kościele jasnogórskim

Brama zwana jest również bramą Jagiellonów z dawną wartownią u jej wylotu, po lewej stronie. Pochodzi z pierwszej połowy XVII wieku, przebudowana w XVIII i XIX wieku. Pierwotnie wchodziła w skład dawnych fortyfikacji. W zwieńczeniu umieszczono w 1976 obraz fundatora klasztoru księcia Władysława Opolczyka.

##### Brama św. Jana Pawła II

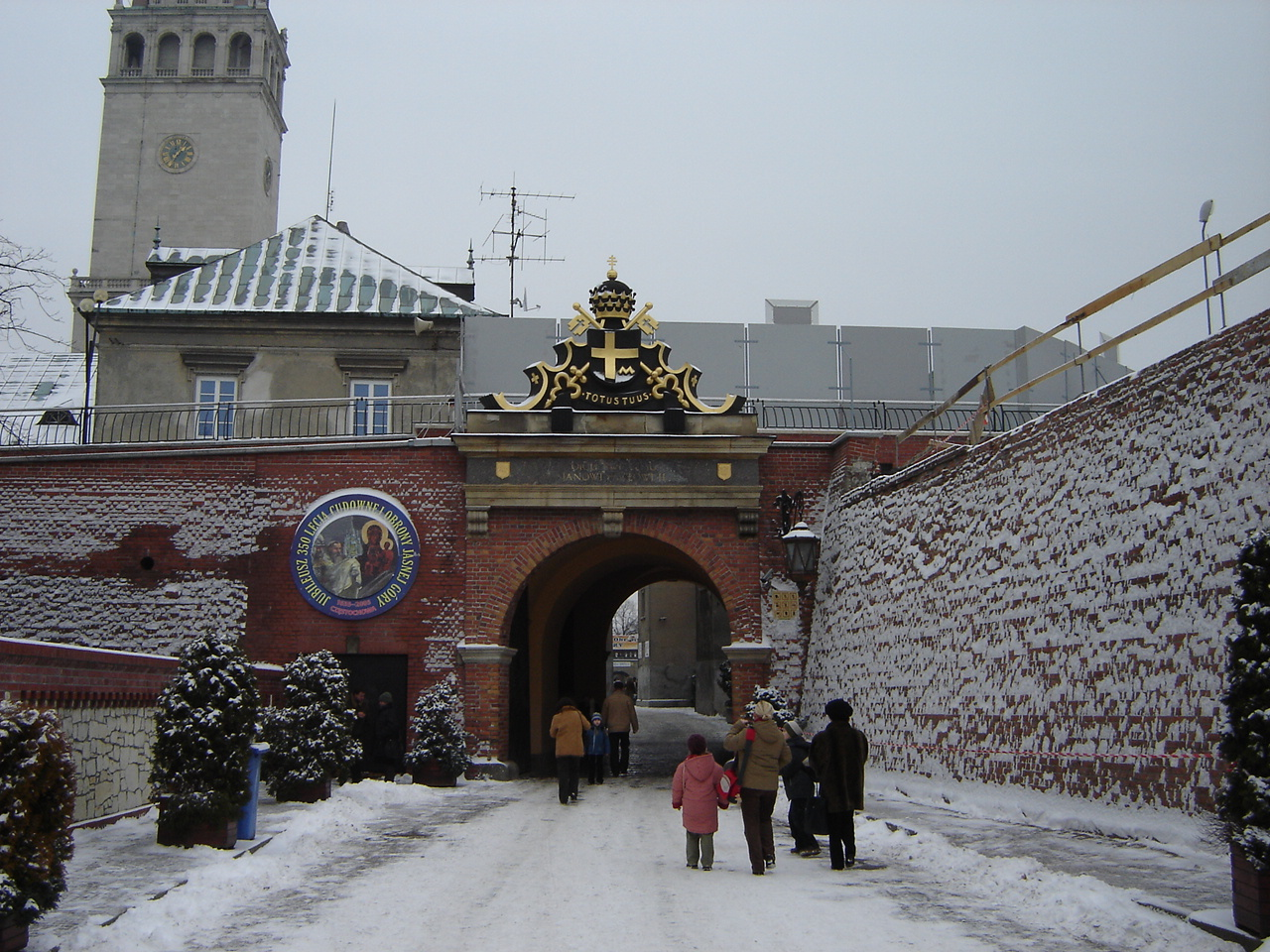
Brama im. św. Jana Pawła II zimą

Jasnogórska twierdza otoczona była murem już w 1624, z wejściem jedynie od strony zachodniej. Obecna brama św. Jana Pawła II, pierwotnie zwana była wjazdową. Brama ta zmieniła nazwę w 1987 po ozdobieniu jej papieskim herbem i mottem Totus Tuus.

###### Sala o. Augustyna Kordeckiego
W przejściu pomiędzy bramą wjazdową a dziedzińcem znajduje się wejście do Sali im o. Augustyna Kordeckiego, którą poświęcił papież św. Jan Paweł II, podczas pobytu na Jasnej Górze 4 czerwca 1997. Jest to obszerna sala o wymiarach (13 × 95) m mogąca pomieścić 1300 osób, przeznaczona na spotkania, konferencje i nabożeństwa dla pielgrzymów. W ścianach wykuto otwory okienne, przez które rozciąga się widok na klasztorny ogród. Znajdują się w niej obrazy (m.in. Antoniego Tańskiego Polonia, przedstawiający około 200 wybitnych Polaków o wymiarach (3 × 12) m i cykl obrazów, płaskorzeźb Stanisława Słoniny Ave Maria).

#### Kaplica Sakramentu Pokuty
Została poświęcona przez abp. Stanisława Nowaka i oddana do użytku w Środę popielcową w 2007 w dawnej Sali Maryjnej (wcześniej była również spowiednicą), zbudowanej w latach 20. XX wieku, położonej przy bramie wejściowej na Jasną Górę i na wprost wejścia do bazyliki. Znajduje się tam ołtarz, nad nim figura Jezusa na Krzyżu, a obok kopia Obrazu Matki Bożej Jasnogórskiej. Ponadto umieszczono w niej 9 konfesjonałów typu szafowego oraz ustawiono ławki. Adaptując ją położono nową posadzkę, pod nią kanały z nawiewem do klimatyzacji, wymieniono więźbę dachową oraz odnowiono elewację wewnętrzną budynku.

#### Kaplica św. Jana Pawła II
Z inicjatywy byłego przeora Jasnej Góry o. Mariana Waligóry OSPPE, fundatorów Lászlo Dabróki oraz Anny i Kazimierza Wolskich, 24 listopada 2021 została poświęcona przez o. generała Arnolda Chapkowskiego OSPPE kaplica im. św. Jana Pawła II, znajdująca się pomiędzy Wieczernikiem a kaplicą Sakramentu Pokuty. W jej centrum znajduje się ołtarz i ambona. Pośrodku umieszczony został relikwiarz z krwią papieża i jego „Totus Tuus” – „Cały twój Maryjo”. Obok znajduje się replika krzyża – pastorału, który papież ofiarował Jasnej Górze w 1983. Głównym elementem wystroju jest duży obraz autorstwa o. Stanisława Rudzińskiego OSPPE, z wizerunkiem uśmiechniętego Jana Pawła II, w ornacie z 6. Światowych Dni Młodzieży. Na ścianie umieszczono stacje drogi krzyżowej – rzeźby wzorowane na drodze krzyżowej wokół jasnogórskich wałów. Ściany zdobi wapienny kamień, a lukarny ozdobione są herbami: Jana Pawła II, zakonu paulinów i znakiem maryjnym.

#### Dziedziniec sakralny
Po przejściu bramy wałowej wchodzi się na czworoboczny dziedziniec, gdzie na wprost wznosi się kopułowa kruchta Bazyliki, a obok z lewej XVII wieczny budynek tzw. Pokoi Królewskich (dawniej apteki). Z umieszczonej w nim sklepionej bramy prowadzi wejście na wieżę, a idąc dalej na prawo można dojść do kaplicy Matki Bożej. W zachodniej części dziedzińca znajdowały się zabudowania gospodarcze, do których prowadziła brama, oddzielająca część sakralną od gospodarczej.
Krótsze boki dziedzińca zamykają dwie bramy: zachodnia oddzielająca gospodarczy dziedziniec klasztorny oraz brama wschodnia, Potockich, z herbem Pilawa w zwieńczeniu, zamykająca zlokalizowany po stronie wschodniej krużgankowy dziedziniec tzw. Wieczernik. Obok biegną schody, po których schodzi się z Wałów, a tuż przy nim usytuowana jest Sala Sakramentu Pokuty (dawniej Sala Maryjna). Schody prowadzące na Wały znajdują się po stronie zachodniej dziedzińca.

#### Bazylika

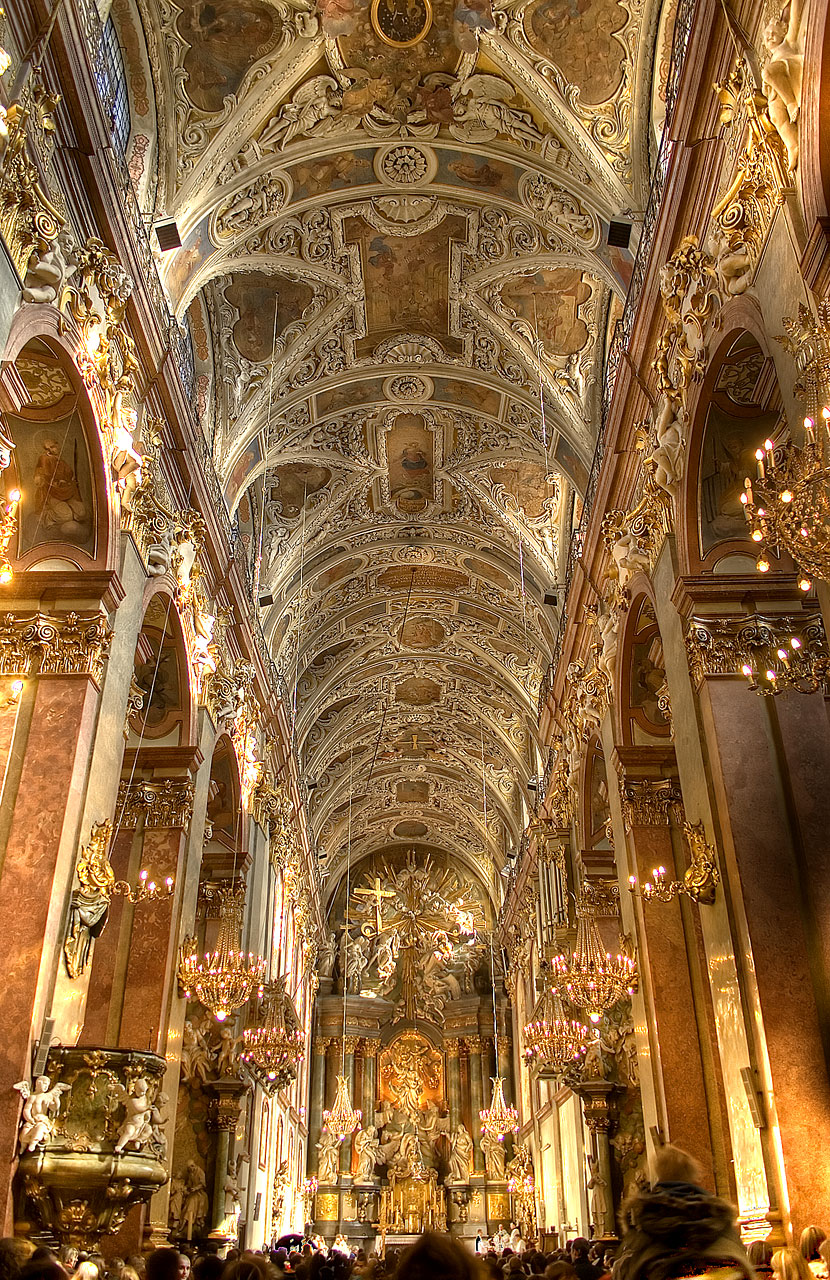
Nawa główna bazyliki

Bazylika ma rangę bazyliki mniejszej, którą posiada od 1906. Wcześniej stanowiła kościół pw. Krzyża Świętego i Nawiedzenia Matki Boskiej. Najstarszą jej częścią jest prezbiterium – pierwotny murowany kościół gotycki z XV wieku, później sukcesywnie powiększany. W obecnej formie istnieje od przełomu XVII i XVIII wieku, kiedy po pożarze z 16 lipca 1690 została odbudowana jako trzynawowa bazylika w stylu barokowym.

#### Kaplica cudownego obrazu

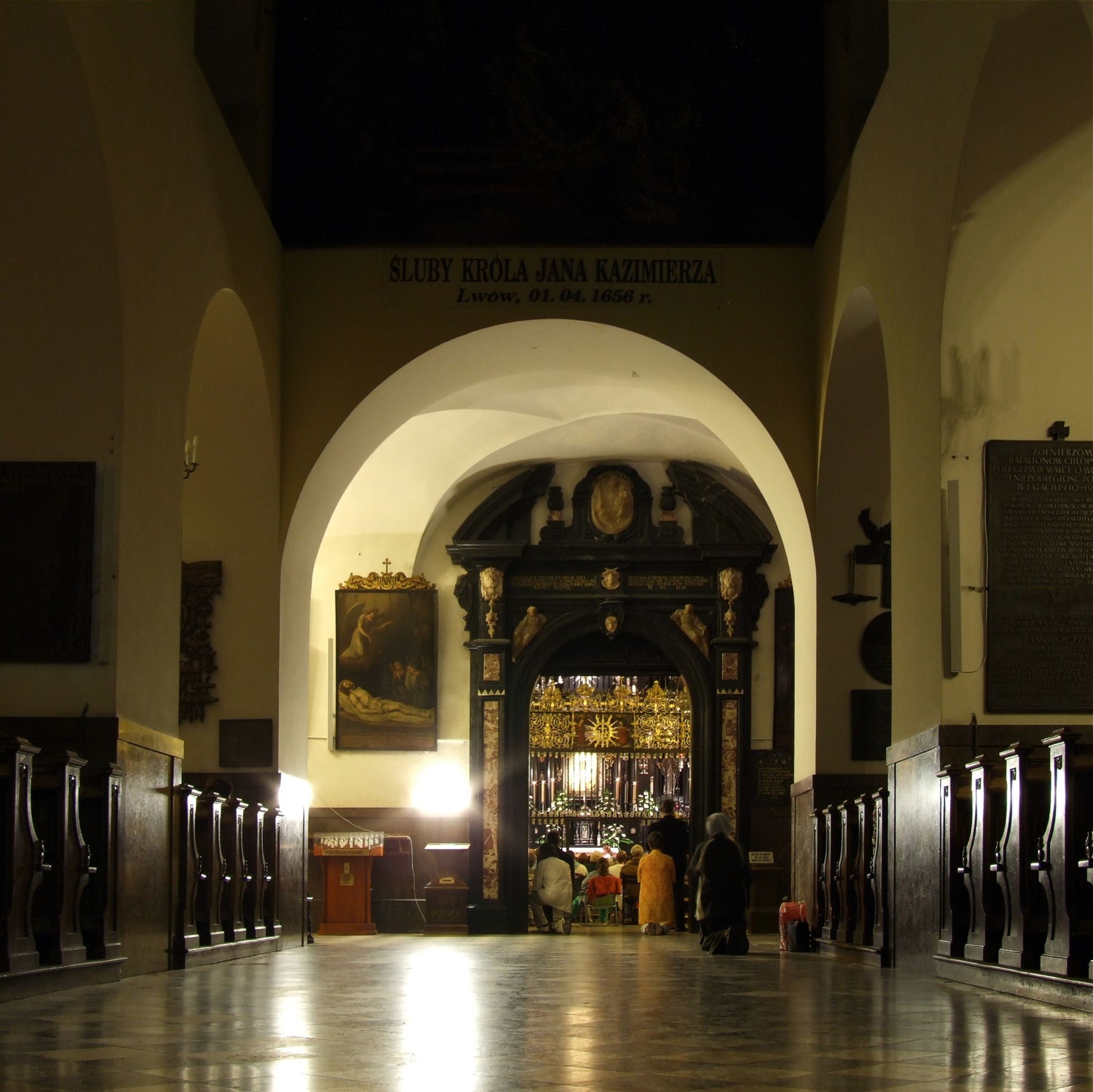
Nawa główna kaplicy Matki Bożej

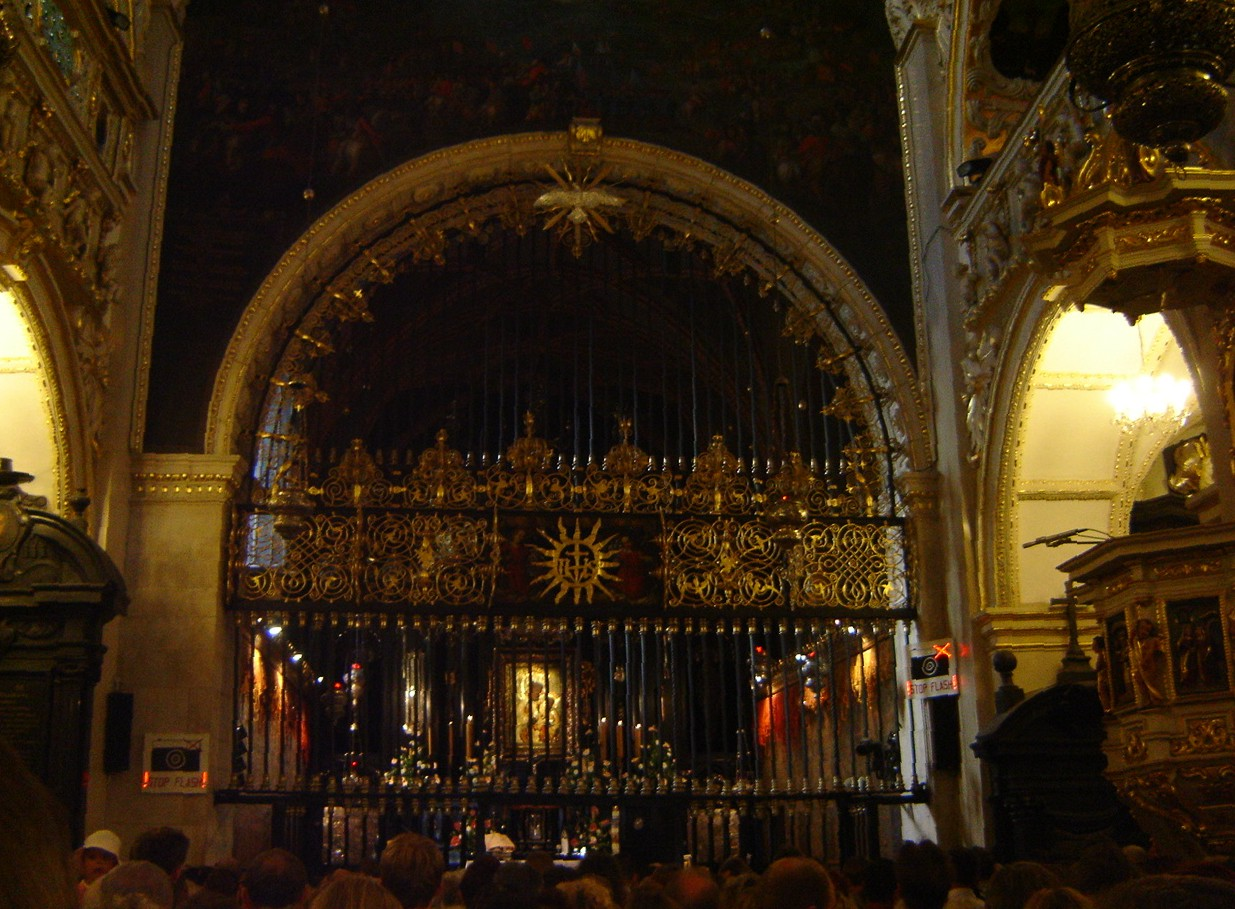
Widok na kratę zamykającą prezbiterium kaplicy Matki Boskiej Częstochowskiej

Właściwie nosi nazwę kaplicy Matki Boskiej Częstochowskiej, niemniej w użyciu są także inne nazwy, jak kaplica cudownego obrazu, czy kaplica Matki Boskiej Jasnogórskiej. Kaplica znajduje się na północ od bazyliki, na wschód od dziedzińca gospodarczego, poprzedzona jest własnym dziedzińcem.
Kaplica Matki Boskiej Częstochowskiej uznawana jest przez wiernych za miejsce szczególne. Papież św. Jan Paweł II nazwał ją w czasie 6. pielgrzymki do Polski Ołtarzem Narodu.

##### Epitafium Smoleńskie

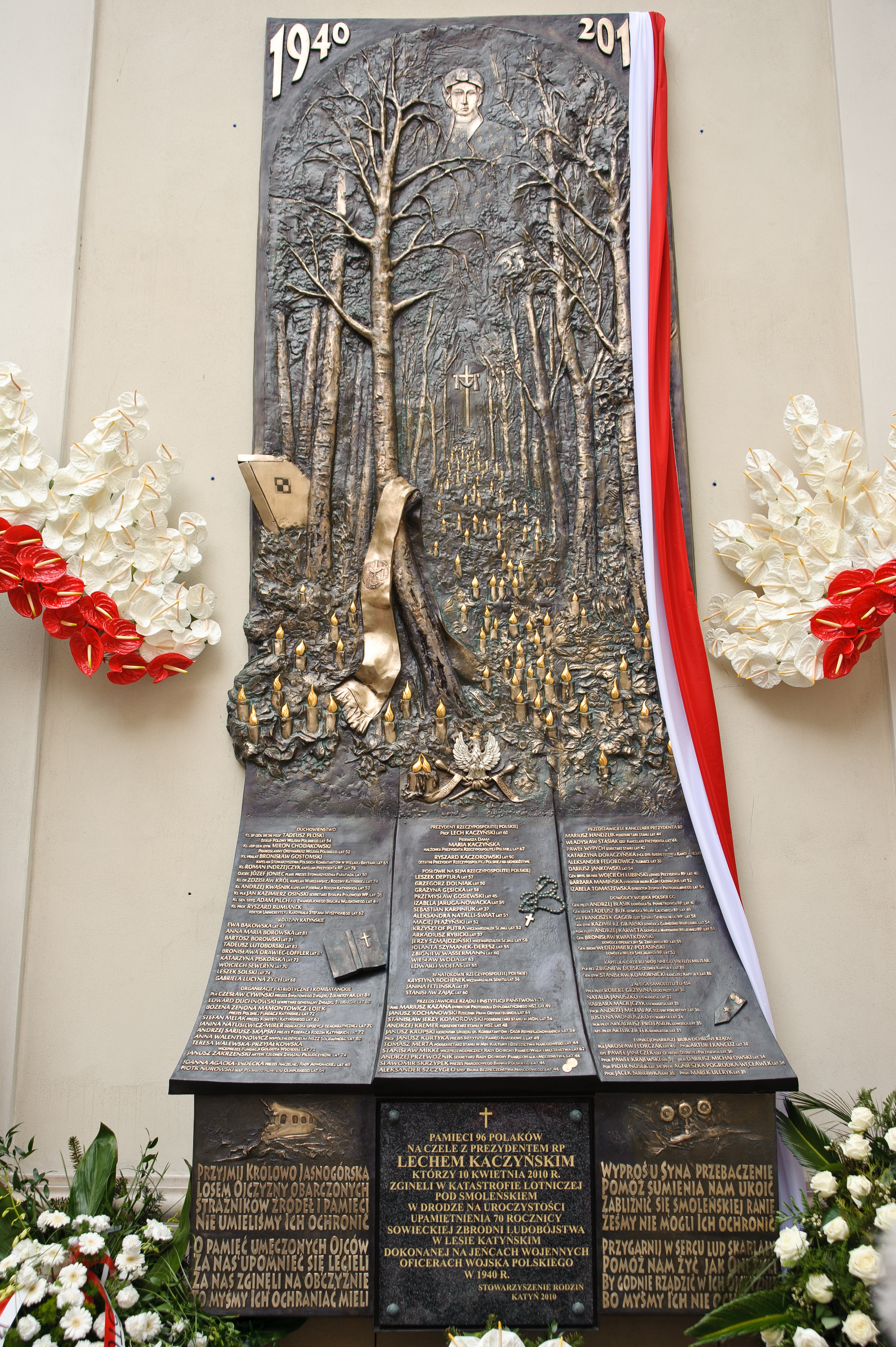
Epitafium Smoleńskie

Zostało umieszczone 3 maja 2012 na wprost wyjścia z kaplicy Matki Bożej jako 4 metrowej wysokości tablica pamiątkowa-epitafium w formie płaskorzeźby poświęconej tragicznie zmarłym 10 kwietnia 2010 w katastrofie samolotu Tu-154 pod Smoleńskiem, 96 jej ofiarom. Na tablicy zaprojektowanej przez krakowskiego artystę Lecha Dziewulskiego znajdują się nazwiska wszystkich ofiar. W epitafium wmontowana została także tablica upamiętniająca ofiary smoleńskie, którą Rosjanie usunęli z miejsca tragedii w nocy przed pierwszą rocznicą katastrofy, przekazana na Jasną Górę 10 lipca 2011 przez Stowarzyszenie Rodzin Katyń 2010. Ponadto umieszczono na nim następujący napis: 

PAMIĘCI 96 POLAKÓW NA CZELE Z PREZYDENTEM RP LECHEM KACZYŃSKIM KTÓRZY 10 KWIETNIA 2010 R. ZGINĘLI W KATASTROFIE LOTNICZEJ POD SMOLEŃSKIEM W DRODZE NA UROCZYSTOŚCI UPAMIĘTNIENIA 70 ROCZNICY SOWIECKIEJ ZBRODNI LUDOBÓJSTWA W LESIE KATYŃSKIM DOKONANEJ NA JEŃCACH WOJENNYCH OFICERACH WOJSKA POLSKIEGO W 1940 R. STOWARZYSZENIE RODZIN KATYŃ 2010.

Na płaskorzeźbie u dołu widnieje Godło Polski, a dalej w plastyczny sposób za pomocą wielu świec ukazane są ofiary katastrofy, które od miejsca tragedii, wśród drzew rozmieszczone są ku górze płaskorzeźby tworząc drogę. W centrum umieszczono Krzyż Katyński z przewieszoną stułą. Płonące świece są łącznikiem między lasem smoleńskim a lasem katyńskim. Spoza konarów drzew, jako zwieńczenie Epitafium ukazano wizerunek Matki Bożej Jasnogórskiej, która swym płaszczem opieki obejmuje wszystkie ofiary.

#### Sala Rycerska

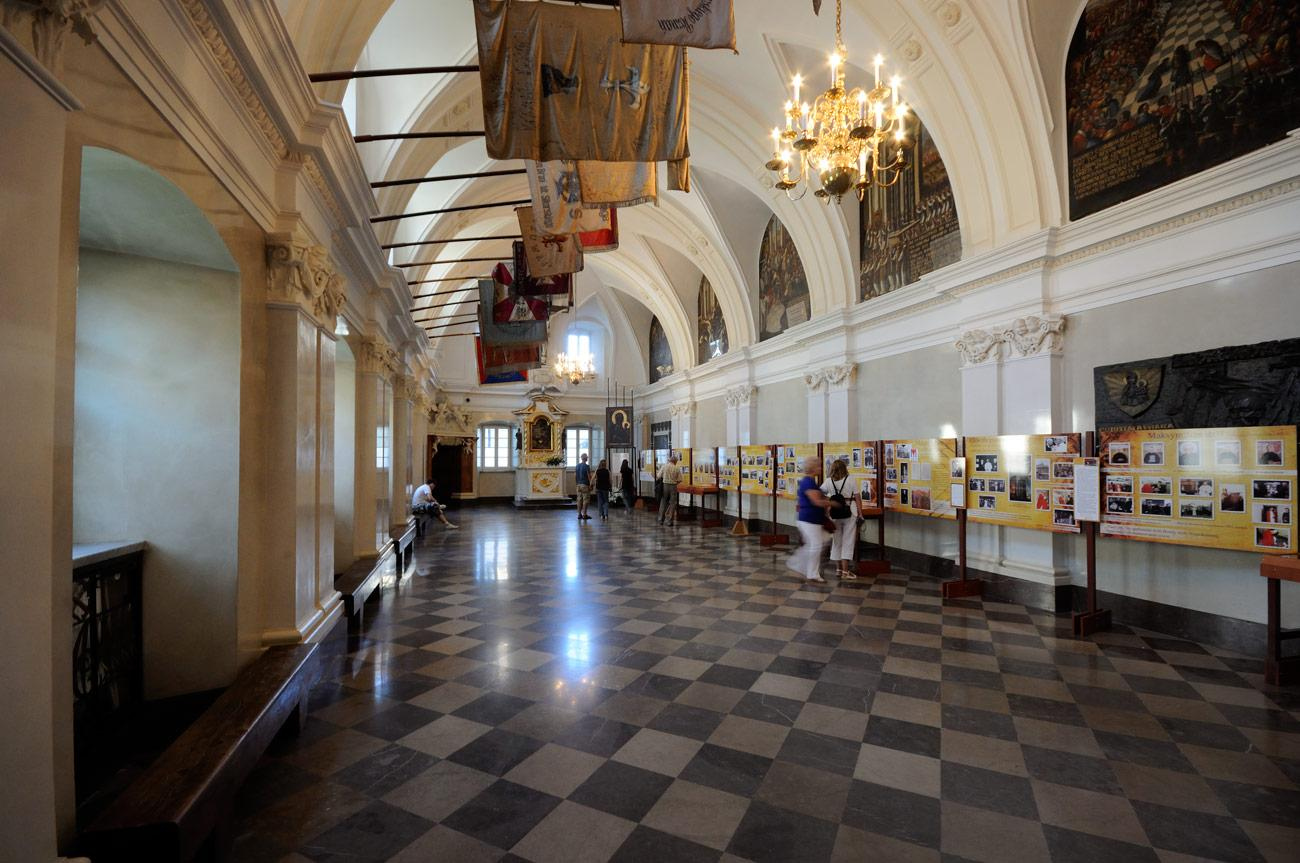
Sala Rycerska

Sala Rycerska (wcześniej nazywana Salą Dysput) została zbudowana w latach 1647–1649 w południowym skrzydle klasztoru jako pomieszczenie reprezentacyjne. Była początkowo osobnym budynkiem, biegnącym równolegle do kaplicy Matki Bożej i połączonym z nią przejściami na obu kondygnacjach. Nakryta jest sklepieniem kolebkowym na gurtach z lunetami, poniżej niej, na dolnej kondygnacji znajduje się kaplica Różańcowa.
Na ścianach zbudowano w latach 90. XVII wieku pary pilastrów o korynckich głowicach ozdobionych motywami puttów, ptaków i gryfów. Całe wnętrze obiega belkowanie. W lewym północno-wschodnim narożniku Sali znajduje się furta klasztorna z portalem o rozbudowanym zwieńczeniu. Obok niej, między oknami stoi XVIII wieczny ołtarz św. Jana Ewangelisty, ze znajdującymi się na nim płaskorzeźbami przedstawiającymi widzenie św. Jana na wyspie Patmos oraz dwiema figurami świętych lub postaci alegorycznych. Główne drzwi znajdujące się na południowej ścianie prowadzą na galerię górnej kondygnacji tzw. Przybudówki, trzeciej części kaplicy Matki Bożej. Nad gzymsem ściany wschodniej (powyżej ołtarza) umieszczony jest polichromowany, monumentalny krucyfiks, a na przeciwległej stronie (ścianie zachodniej) relief przedstawiający Matkę Bożą Bolesną i dwa rokokowe lustra weneckie z XVII wieku w ozdobnych, złoconych ramach, zawieszone w 1957. U góry, po prawej stronie w lunetach sklepiennych znajduje się dziewięć obrazów olejnych na płótnie z XVII wieku anonimowych malarzy, przedstawiających następujące sceny z dziejów Jasnej Góry:
- Fundację i przekazanie paulinom cudownego obrazu przez księcia Władysława Opolczyka
- Napad husytów w 1430, w wyniku którego został zniszczony cudowny obraz
- Podziękowanie królewicza Władysława IV, późniejszego króla Polski za zwycięstwo nad Turkami pod Chocimiem w 1621
- Przeniesienie Obrazu z powrotem do kaplicy po pożarze z 16 lipca 1690
- Jana Kazimierza przyjmującego hołd Kozaków zaporoskich w 1661
- Ślub króla Michała Korybuta Wiśniowieckiego z arcyksiężniczką austriacką Eleonorą w 1670
- Przekazanie przez paulinów Janowi III Sobieskiemu szabli Stanisława Żółkiewskiego przed Bitwą wiedeńską w 1683
- Sprowadzenie relikwii świętych męczenników Honorata i Kandyda w 1682
- Oblężenie przez Szwedów w 1655

U dołu, na ścianie natomiast znajdują się trzy tablice pamiątkowe:
- Jubileuszowa z okazji Tysiąclecia Chrztu Polski wykonana z miedzi
- Poświęcona Henrykowi Sienkiewiczowi, wykonana z brązu, a odsłonięta 25 sierpnia 1969
- Tekst lwowskich ślubów Jana Kazimierza z 1 kwietnia 1656, wykonana według projektu Zofii Trzcińskiej-Kamińskiej w 1956

Okna Sali rozmieszczone są na dwóch poziomach, wychodzących na zamknięty, wewnętrzny dziedziniec klasztorny w kształcie czworoboku. Pod sklepieniem na wysokości gzymsu eksponowane są sztandary wojskowe, związkowe, szkolne oraz stronnictw politycznych. W 1968 wykonano marmoryzację ścian oraz ujednolicono kolorystykę wnętrza.
Reprezentacyjne wnętrze Sali oprócz uroczystości zakonnych (dawniej na św. Tomasza z Akwinu – 7 marca i na św. Katarzynę Aleksandryjską – 25 listopada) służyło wielu innym celom. W latach 1656, 1657, 1661 odbyły się w niej posiedzenia Senatu Rzeczypospolitej. Król Polski Jan Kazimierz w 1661 wykorzystał ją jako królewską salę tronową. 4 lutego tegoż roku odbywała się w niej audiencja dla posłów kozackich, zaś następnego dnia dla posłów cara Aleksandra Michajłowicza. Pomieszczenie to wykorzystano również w czasie ślubu Michała Korybuta Wiśniowieckiego z Eleonorą Habsburżanką w 1670 oraz w czasie pielgrzymki Jana III Sobieskiego przed bitwą pod Wiedniem w 1683. W 1936 odbyły się w niej obrady Plenarnego Synodu Polski, którym przewodniczył legat papieski kard. Marmaggi. Sala udostępniona jest dla pielgrzymów i zwiedzających. Odbywają się w niej również koncerty, spotkania, wystawy i prezentacje.

#### Wieża

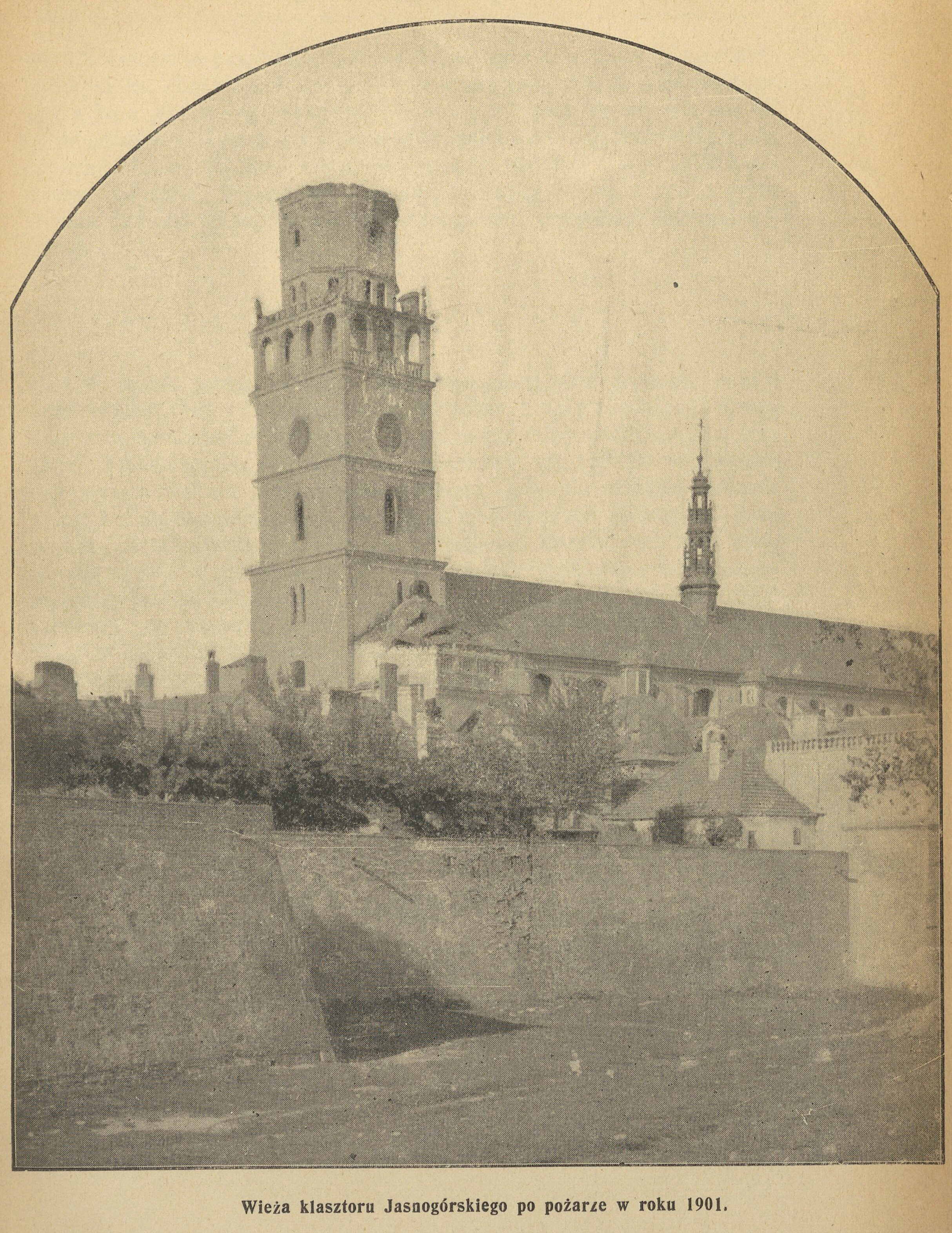
Widok na bazylikę jasnogórską po pożarze wieży w 1900

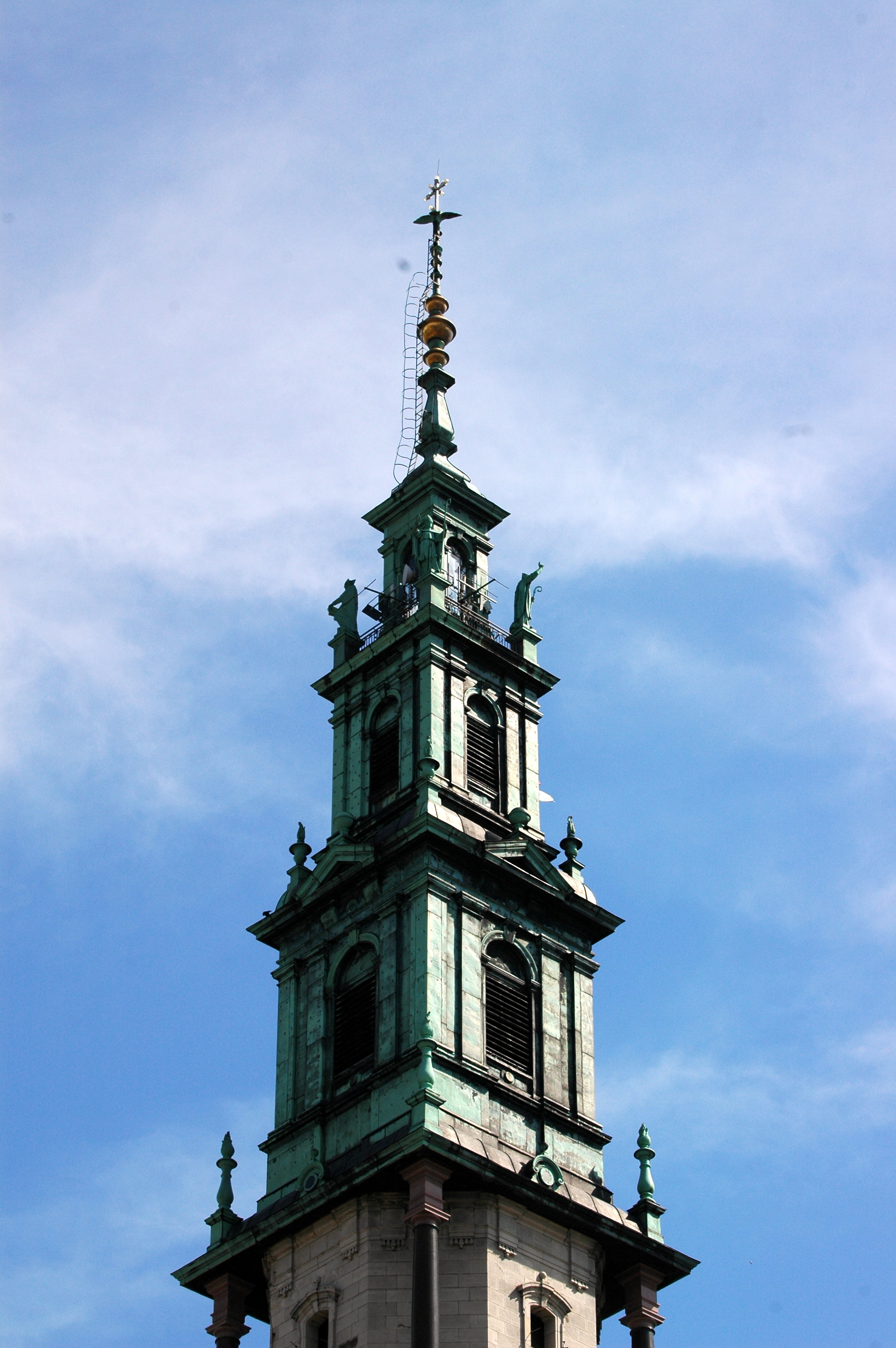
Szczyt wieży

Wznosi się po zachodniej stronie Bazyliki, na osi jej głównej nawy i jest jedną z wyższych wież kościelnych w Polsce. Została wybudowana na tym miejscu w latach 1617–1625 na bazie średniowiecznej studni, którą zasypano i nakryto sklepieniem. W swej historii była wielokrotnie niszczona, m.in. przez pożary, a następnie odbudowywana, przekształcana i restaurowana w następujących latach: 1655, 1703-1714, 1799, 1825, 1841, 1850, 1856 i 1895. Pierwotnie wieża składała się z sześciokondygnacyjnej części ceglanej i trójkondygnacyjnej części drewnianej, obitej blachą miedzianą. W obecnej postaci pochodzi z lat 1901–1906, kiedy to została nadbudowana część na miejscu spalonej po pożarze 15 sierpnia 1900 konstrukcji drewnianej i podwyższona o 17 m do wysokości 106,30 m oraz zastąpiona częścią stalową. Pożar wybuchł w nocy z 14 na 15 sierpnia, kiedy to na skutek nieostrożności i niefrasobliwości organizacji uroczystości Wniebowzięcia NMP, z oświetlonej wieży wystrzelono kolorowe, ogniowe fajerwerki. Około godz. 23:00 silny podmuch wiatru spowodował od nich zaprószenie ognia w drewnianej części górnych kondygnacji hełmu wieży i całkowite zniszczenie tej części konstrukcji. W wyniku pożaru poza zniszczeniami samej wieży, zostały uszkodzone (na skutek spadających wypalonych odłamków) dachy Pokoi Królewskich, kruchty i kaplicy św. Antoniego Padewskiego. Kilka dni po pożarze 24 sierpnia powołano komisję odbudowy wieży z udziałem m.in. architektów Stefana Szyllera i Józefa Piusa Dziekońskiego, która postanowiła ją odbudować przy użyciu trwalszych materiałów: kamienia i stali oraz uzyskaniu zgody władz carskich. Wstępny kosztorys opiewał na sumę 157 tys. rubli, który ostatecznie wyniósł 159 tys. rubli. W wyniku ekspertyzy popożarowej rozebrano cztery ceglane górne kondygnacje wieży oraz wzmocniono betonem i pogłębiono do głębokości 9 m istniejące fundamenty. Odbudowa wymagała również założenia deskowego rusztowania na całej konstrukcji. 12 sierpnia 1905 przeor o. Euzebiusz Rejman OSPPE poświęcił krzyż, który zwieńcza wieżę, a w bani hełmu zamknięty został dokument z opisem historii odbudowy. Poświęcenie wieży nastąpiło podczas uroczystości Wniebowzięcia NMP, 15 sierpnia 1906 z udziałem około 300 tys. wiernych.
Jej budowniczowie powtórzyli jej pierwotne formy późnorenesansowe (galeria arkadowa) i barokowe (hełm), rezygnując z odtworzenia gzymsów międzykondygnacyjnych. Na wysokości szczytu kościoła dodano neorenesansową galeryjkę z kamienną balustradą, zwieńczoną kulami na cokolikach. Wieża jest zbudowana z kamienia z użyciem cegły oraz jest obłożona ciosami piaskowca szydłowieckiego, a w górnej trójkondygnacyjnej części hełmu posiada konstrukcję żelazną i ściany z miedzianej blachy. Detale architektoniczne wykuto z granitu, zaś cztery wielkie narożne kolumny czwartej kondygnacji o wysokości 5 m wykonano z polerowanego labradoru szwedzkiego. Swoje harmonijne proporcje wieża zawdzięcza umiejętnemu przez projektantów stopniowaniu mas poszczególnych kondygnacji. Na narożnikach galerii trzeciej kondygnacji umieszczono cztery kamienne figury: św. Pawła Pierwszego Pustelnika, św. Floriana, św. Jadwigę Śląską i św. Kazimierza wykonane przez częstochowskiego rzeźbiarza Władysława Rudlickiego, zaś na balustradzie najwyższej kondygnacji ustawiono cztery miedziane posągi według projektu Piusa Welońskiego, a przedstawiające: św. Augustyna, św. Wojciecha, św. Stanisława oraz papieża Leona XIII. Wieżę zwieńcza iglica z krzyżem, pod którym umieszczono ze złoconego brązu paulińskiego kruka o rozpiętości skrzydeł 1,7 m, z bochenkiem chleba w dziobie. Na początku 1906 na drugiej kondygnacji z czterech jej stron zamontowano tarcze zegara kurantowego z carillonem, 34 dzwonami, na których melodie pieśni maryjnych innych pieśni oraz kolęd grane są mechanicznie dzięki zastosowaniu pozytywkowego automatu, ale można je także wygrywać na specjalnej klawiaturze, które zostały sprowadzone z Malines w Belgii.
Wieża jest udostępniona dla pielgrzymów i zwiedzających poprzez wejście prowadzące z przejścia z dziedzińca głównego do dziedzińca przed kaplicę, okólnymi schodami metalowymi biegnącymi wokół jej ścian do dwóch galerii widokowych z kamienną balustradą usytuowanych na około 1/4 i 1/2 jej wysokości. Na szczyt prowadzi łącznie 519 stopni schodów i 36 kondygnacji z usytuowanym na nim balkonikiem, udostępnionym (ze względu na bezpieczeństwo oraz ewentualność dewastacji) tylko obsłudze technicznej. Trzon wieży odchylony jest od pionu o około 78 cm, co odkryto podczas badań przeprowadzonych w 1988.
W nocy jest bogato iluminowana. Z okazji 100. rocznicy odzyskania przez Polskę niepodległości system oświetleniowy dla wieży zainstalowało przedsiębiorstwo energetyczne Tauron. Wieża zazwyczaj podświetlana jest białymi reflektorami. Od 11 listopada 2018 wieża iluminowana jest w barwach biało-czerwonych, w święta i uroczystości maryjne podświetlana na błękitno, a w adwencie na fioletowo. Wyjątkowo rozświetlano wieżę na czerwono w związku z akcją RedWeek Pomocy Kościołowi w Potrzebie i polskim Dniem Solidarności z Kościołem Prześladowanym lub na żółto-niebiesko w związku z konfliktem na Ukrainie, a także m.in. zastosowano klubowe barwy czerwono-niebieskie dla uczczenia miejscowego klubu sportowego Raków Częstochowa. Ponadto w listopadzie 2018 z okazji narodowych obchodów na hełmie wieży zainstalowano tymczasowo biało-czerwoną 100-metrową flagę, dar prezydenta RP Andrzeja Dudy.
Wieża była miejscem m.in. tragicznego wypadku, do jakiego doszło 30 sierpnia 2011, kiedy to 26-letni mężczyzna z Częstochowy po przejściu kamiennej balustrady na górnej galerii widokowej skoczył w dół ponosząc śmierć na miejscu.

#### Pokoje Królewskie

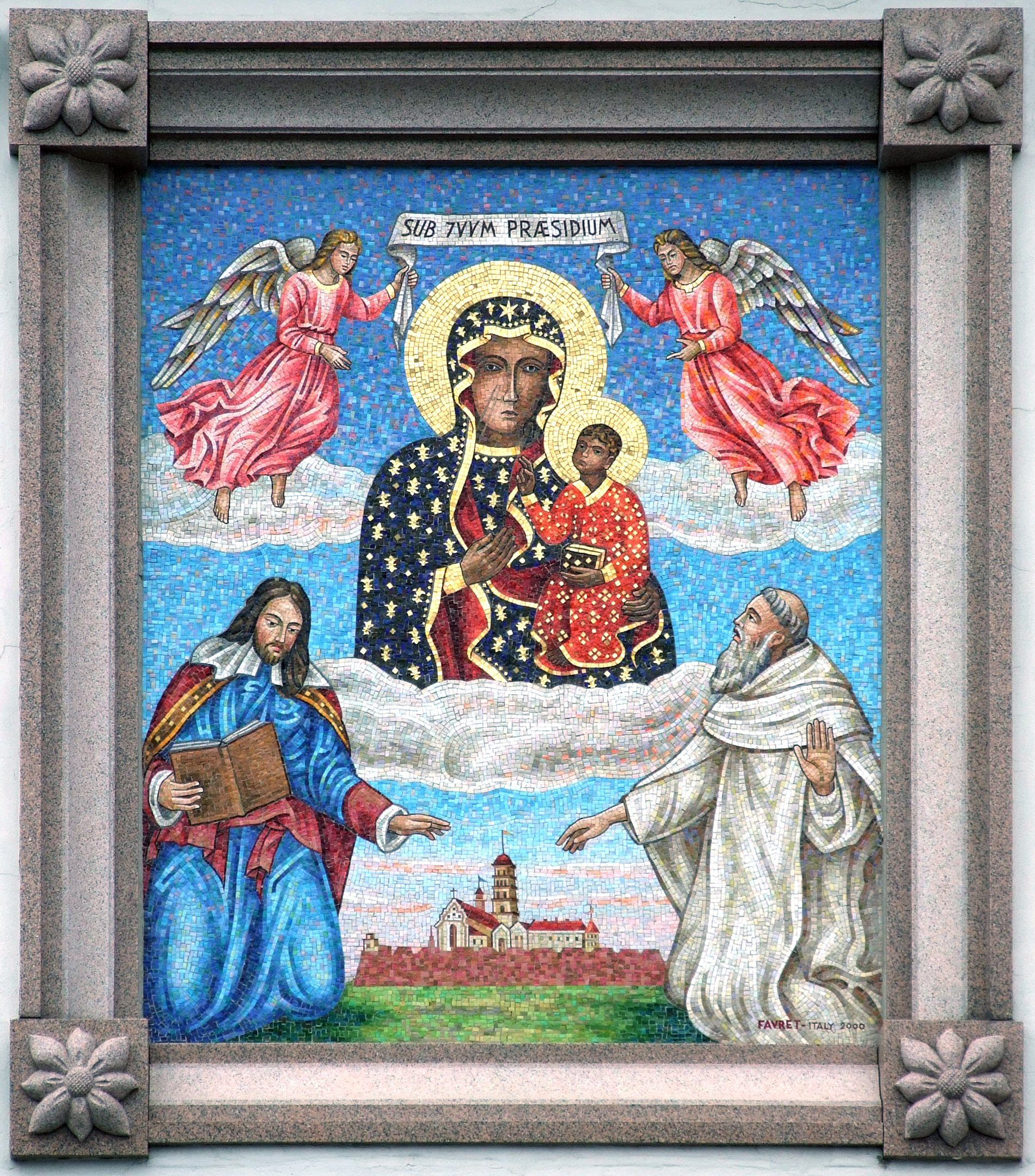
Zdobienie południowej ściany Pokoi Królewskich

Jest to piętrowy budynek na planie w kształcie litery „L” z użytkowym poddaszem wybudowany w 1644, położony pomiędzy bazyliką a częścią gospodarczą klasztoru. Na parterze już w I połowie XVII wieku znajdowała się apteka, zmodernizowana w 1714, a obecnie pomieszczenia części obsługującej jasnogórskich pielgrzymów. Budynek został zbudowany w celu obsługi dostojników (w tym m.in. królów – stąd nazwa Pokoje Królewskie) jako reprezentacyjny obiekt, z uwagi na to, że reguła zakonu paulinów zabraniała pobytu osób świeckich na terenie klauzurowego klasztoru. W sierpniu 2000 prymas kard. Józef Glemp poświęcił mozaikę, która zastąpiła zniszczony fresk, na ścianie Pokoi Królewskich autorstwa włoskiego artysty Fabiana Favreta, przedstawiającą Matkę Bożą Jasnogórską adorowaną przez ślubującego króla Jana Kazimierza oraz dziękującego za obronę Jasnej Góry o. Augustyna Kordeckiego OSPPE.

#### Domy Muzykantów
Jednopiętrowy budynek Domów Muzykantów usytuowany jest w południowej części dziedzińca gospodarczego. Wybudowany został w XVII wieku z przeznaczeniem na mieszkania dla chórzystów, a następnie po likwidacji chóru, dla członków grupy wokalno-instrumentalnej (stąd nazwa). Muzycy byli wykonawcami krótkich utworów (intrad) w czasie odsłonięcia i zasłonięcia obrazu, a także w czasie wizyt niektórych osobistości państwowych. Na parterze Domów Muzykantów znajdują się obecnie toalety i punkt informacyjny.

#### Wieczernik

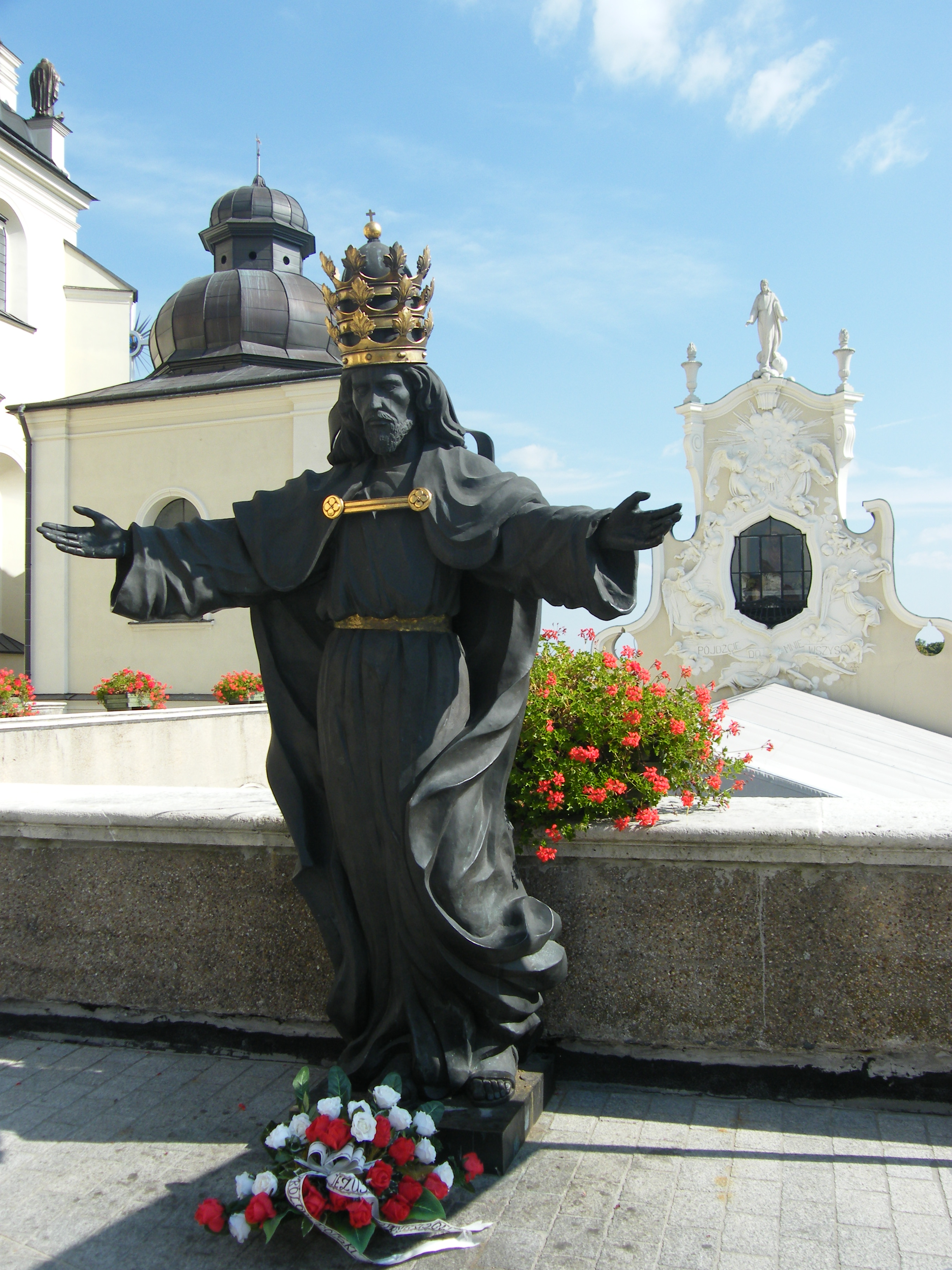
Posąg Chrystusa Króla nad wejściem do Wieczernika

Położony jest obok Bazyliki. Dawniej znajdował się tu cmentarz. Na przełomie XIX i XX wieku przebudowano go według projektu Adolfa Szyszko-Bohusza. Do Wieczernika wchodzi się przez trzy bramy. Środkowa brama, na której widnieje herb Potockich, została zmodernizowana, poprzez dodanie dwóch bocznych i ozdobienie kratą. Na wprost wejścia do Wieczernika znajduje się kaplica Najświętszego Sakramentu pw. św. Piusa X. Fasada kaplicy ozdobiona jest płaskorzeźbą ukazującą Triumf Najświętszego Sakramentu. Aniołowie otaczają owalne okno, gdzie w monstrancji wystawiano Najświętszy Sakrament, a w zwieńczeniu znajduje się postać Chrystusa. Dawniej w Wieczerniku modlili się oczekujący na spowiedź pielgrzymi, a na krużgankach w okresie letnim udzielano Komunię świętą, kiedy na Jasnej Górze były tłumy pielgrzymów. Obecnie podczas dużych pielgrzymek odprawiane są tu kameralne msze święte. Nad wejściem do Wieczernika w 2000 ustawiono czarny posąg Chrystusa Króla ze złotą koroną jako dar archidiecezji wrocławskiej ofiarowany przez kard. Henryka Gulbinowicza. W okresie bożonarodzeniowym na obszarze Wieczernika urządzana jest Jasnogórska szopka

#### Kaplica Pamięci Narodu im. o. Augustyna Kordeckiego

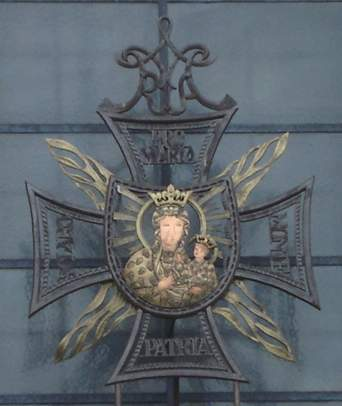
Zdobienie nad wejściem do kaplicy Pamięci Narodu w formie krzyża konfederatów barskich

Została poświęcona 3 maja 1989 przez prymasa kard. Józefa Glempa i uroczyście otwarta jako miejsce pamięci ofiar, które przelały za Ojczyznę swoją krew, zawierająca urny z prochami ich bohaterów lub ziem na których walczyli oraz tablice pamiątkowe. Usytuowana jest w pobliżu pomnika o. Augustyna Kordeckiego OSPPE i zaadaptowana we wnętrzu XVII wiecznej dzwonnicy. Na jej ścianach wbudowano cztery witraże: Obraz Matki Bożej Jasnogórskiej, Obraz Matki Boskiej Ostrobramskiej, Obraz Matki Boskiej AK-owskiej i Obraz Matki Boskiej Kozielskiej. Złożono tu urny z prochami: poległych żołnierzy 2 Pułku Piechoty Legionów; pomordowanych ofiar w obozach koncentracyjnych w: Oświęcimiu, Majdanku, Mauthausen-Gusen i Ravensbrück; męczenników: Stutthofu i Westerplatte; Ofiar Grudnia 1970; partyzantów Gór Świętokrzyskich Armii Krajowej Ponurego i Nurta, Odweciarzy-Jędrusi, członków polskiej konspiracyjnej organizacji wojskowej, uczestników Powstania Warszawskiego oraz Andrzeja Szymborskiego, ps. „Szofer” – żołnierza poległego w Powstaniu Warszawskim.
Znalazły tu miejsce urny z ziemią gdzie walczyli: powstańcy wielkopolscy, żołnierze I wojny światowej, żołnierze biorący udział w wojnie z Rosją pod dowództwem Naczelnika Państwa Józefa Piłsudskiego, żołnierze II wojny światowej oraz powstańcy warszawscy; nacierający na: Monte Cassino, Tobruk, Narwik, Arnhem, Falaise, Kołobrzeg i Kock. Jest tu grudka ziemi z Katynia. Ponadto urna z ziemią z grobu generała Władysława Sikorskiego, naczelnego wodza Polskich Sił Zbrojnych na Zachodzie, woreczek z ziemią z mauzoleum Józefa Piłsudskiego oraz okruch ziemi, zebranej 17 września 1939 pod Kołomyją przez generała Mieczysława Borutę-Spiechowicza. Jest tu również ziemia przesiąknięta krwią żołnierzy 18 Lwowskiego Batalionu Strzelców i 12 Pułku Ułanów Podolskich.
Znajdują się w niej również skrawki ziemi z miejsc szczególnej pamięci lat powojennych, gdzie zmagali się: m.in. żołnierze Armii Krajowej, domagający się swoich praw pracownicy NSZZ „Solidarność”, zamordowani stoczniowcy Wybrzeża, robotnicy Radomia, śląscy górnicy kopalni „Wujek”. Ponadto znajdują się tu również skrawki ziemi z miejsc męczeństwa duszpasterza ludzi pracy, księdza bł. Jerzego Popiełuszki.
Cała kaplica zdobiona jest wiszącymi powiększonymi replikami odznaczeń i odznak wojennych (m.in. Virtuti Militari).

### Klasztor jasnogórski

#### Budynek klasztoru

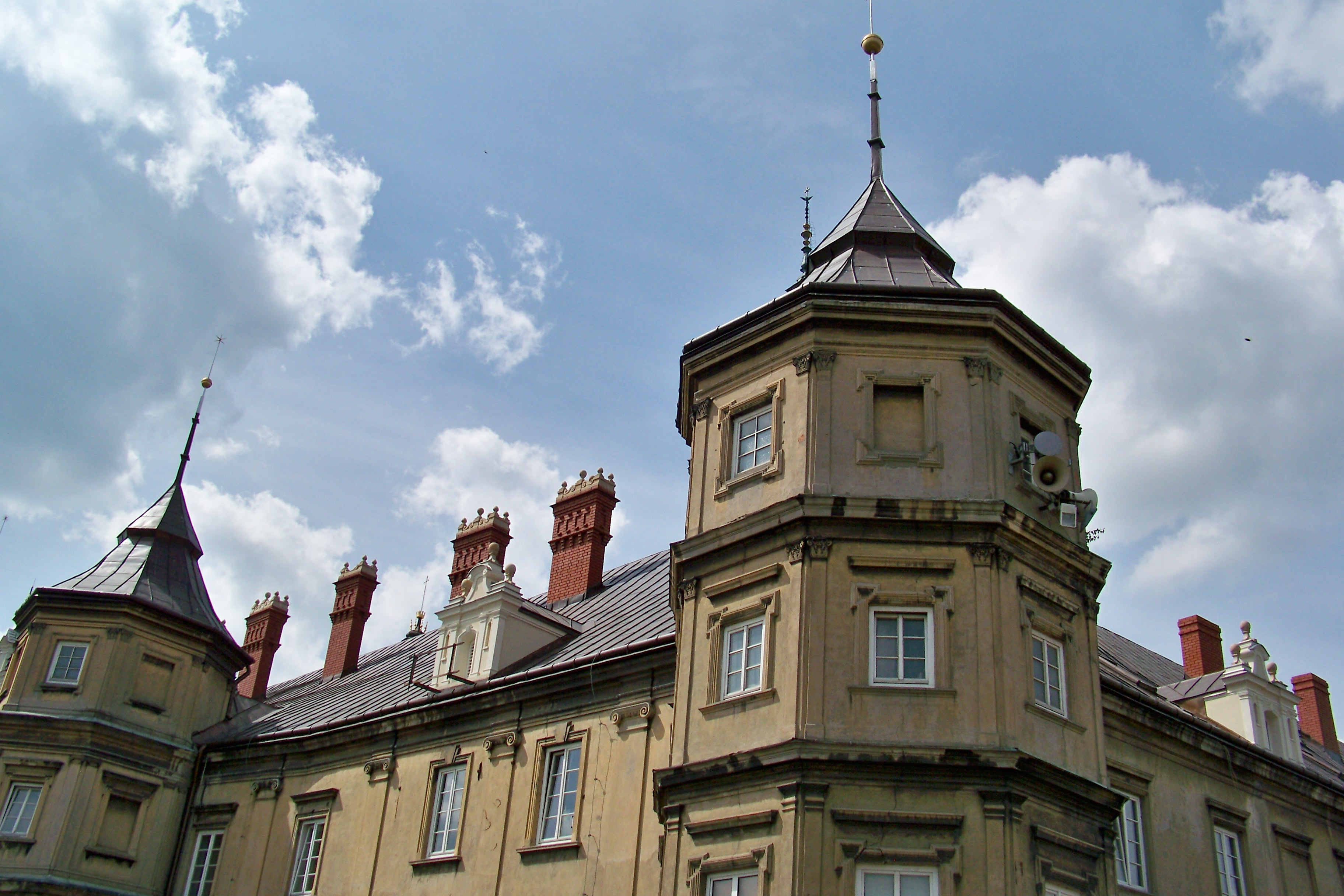
Widok na budynek klasztorny

Jest to monumentalna, czteroskrzydłowa budowla, trójkondygnacyjna, położona po północnej stronie kaplicy Matki Bożej, wzniesiona na planie mocno wydłużonego prostokąta z wewnętrznym dziedzińcem. Od zachodu łączy się z małym klasztorem zwanym Starym Światem o czterech dwukondygnacyjnych skrzydłach zamykających prostokątny podwórzec z XVI lub początku XVII wieku. Klasztor zbudowany został w stylu barokowym z dobudowanymi wielobocznymi basztami. Oprócz cel dla zakonników (skrzydło wschodnie i zachodnie) mieści kaplicę Różańcową oraz dwie sale reprezentacyjne: Refektarz i Bibliotekę.

#### Kaplica Różańcowa
Została wzniesiona w 1647 na miejscu dawnego refektarza, która mieści się w południowym skrzydle klasztoru. Jest to duża prostokątna sala nakryta sklepieniem kolebkowym z lunetami, ozdobionymi listwowymi sztukateriami o motywach czwórliści i owalów.

#### Biblioteka

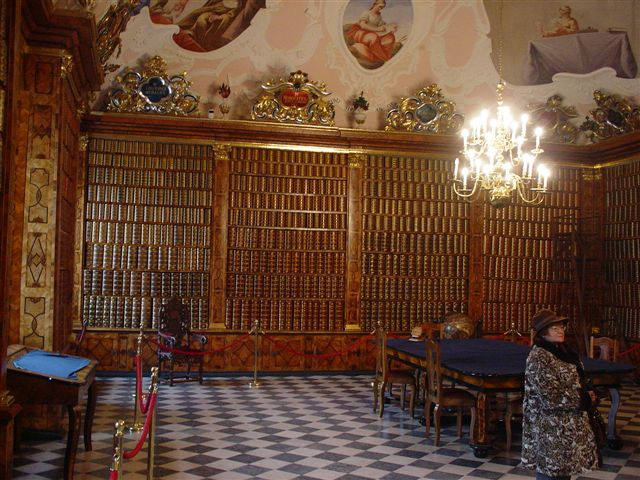
Biblioteka jasnogórska

Udokumentowane wzmianki o bibliotece na Jasnej Górze z około 200 woluminami pochodzą z 1585, kiedy to wizytował klasztor jezuita Stanisław Reszka. Początkowo księgozbiór gromadzony był prawdopodobnie w dolnych piętrach murowanej wieży kościoła, a następnie generał zakonu o. Chryzostom Koźbiałowicz OSPPE podjął decyzję o przeznaczeniu specjalnego pomieszczenia na ten cel. Reprezentacyjna biblioteka tzw. stara została założona w latach 1733–1739 na pierwszym piętrze zachodniego skrzydła klasztoru, nad Refektarzem, na skutek systematycznego powiększania się księgozbioru oraz troski o jego zachowanie i udostępnianie. Ponadto od 1730 działa jasnogórska oficyna drukarska, publikująca na potrzeby pracy kaznodziejskiej i ruchu pielgrzymkowego. Wydawnictwa przekazano również do biblioteki.
Jest to prostokątna, barokowa sala, nakryta sklepieniem zwierciadlanym, ozdobionym bogatą dekoracją stiukową i malarską oraz oświetlona od zachodu, światłem z czterech okien. Na sklepieniu znajduje się wydłużony malowany plafon, ujęty konturem stiukowej fasety z wkomponowanymi medalionami. Na wielkim plafonie przedstawione zostało założenie ideowe biblioteki, tzn. pochwała Mądrości. Personifikacją jej jest bogini Minerwa, która zasiada w obłokach, opierając dłoń na zwierciadle, w którym odbija się otoczona promieniami Gołębica, symboliczne wyobrażenie Ducha Świętego oraz łacińskim napisem SAPIENTIA ÆDIFICAVIT SIBI DOMVM (pol. Mądrość zbudowała sobie dom). Czterej Ewangeliści, Ojcowie i Doktorzy Kościoła prowadzą dysputę, trzymając w ręku księgi. Poniżej, w medalionach, znajdują się emblematy św. Tomasza z Akwinu, protektora Zakonu Paulinów, oraz św. Augustyna, twórcy reguły zakonnej. Medaliony narożne ukazują przeciwstawne sobie wzory rozrywek godziwych i niegodziwych.
Wyposażenie wnętrza w postaci artystycznych regałów bibliotecznych wraz z boazerią o bogatych intarsjach jest dziełem artysty paulińskiego, stolarza brata Grzegorza Woźniakowica z 1739, na których w ozdobnych kartuszach umieszczone zostały tytuły XVIII działów jasnogórskiego księgozbioru, wyodrębnionych przez pierwszego bibliotekarza o. Zygmunta Dispensatora OSPPE: Pismo Święte, komentarze Pisma Świętego, teologia moralna, kaznodziejstwo, teologia życia wewnętrznego, filozofia, medycyna, matematyka, mechanika, pozycje z tzw. „indeksu”, gramatyka, poezja, retoryka, historia ogólna, historia Kościoła, prawo, scholastyka i ojcowie Kościoła. Ponadto w bibliotece znajdują się dwa duże stoły, na blatach których umieszczono ozdobne kompozycje figuralne ułożone z różnych gatunków drewna (technika intarsji). Na jednym z nich przedstawiono spotkanie św. Pawła Pierwszego Pustelnika ze św. Antonim Opatem, a na drugim św. Tomasza z Akwinu w jego pracowni.
Księgozbiór o unikalnej wartości składa się z licznych inkunabułów oraz starodruków polskich i obcych, łącznie ponad 13 000 książek, w tym 2506 w ozdobnych futerałach. W 1758 wprowadzono przez Mateusza Brylskiego zabezpieczenie zbioru w postaci futerałów, wykonanych z drewna sosnowego, które są wyklejone od strony zewnętrznej marmurkowym papierem introligatorskim. Grzbiet futerału obciągnięto barwioną skórą bydlęcą, na którym umieszczono tłoczoną sygnaturę ze złoceniami, która informuje o lokalizacji pozycji w szafie bibliotecznej. Biblioteka nie jest udostępniona dla pielgrzymów i zwiedzających (w wyjątkowych sytuacjach można uzyskać pozwolenie u przeora klasztoru).

##### Archiwum jasnogórskie
Powstało praktycznie w momencie erekcji klasztoru przez księcia Władysława Opolczyka 9 sierpnia 1382 w celu gromadzenia i przechowywania dokumentów. Konstytucje zakonne z 1643 nakazywały przechowywać w archiwum przywileje Zakonu, akta kapituł, zarządzenia wizytacji, spisy braci profesów z opisem ich życia, spisy fundacji z ich zobowiązaniami, opisy dóbr i ich granic oraz inwentarze kościoła. W 1632 o. Bartłomiej Bolesławski OSPPE zapoczątkował kronikę Akta Prowincji Polskiej (21 tomów), natomiast w 1657 o. Augustyn Kordecki OSPPE założył kronikę klasztorną Akta Konwentu Jasnogórskiego (4 tomy). Początkowo część zbiorów przechowywano prawdopodobnie w bibliotece lub w jej pobliżu, akta natomiast znajdowały się (przypuszczalnie) w celi przełożonego. Obecnie archiwum zajmuje pięć pomieszczeń. Zbiory skatalogowane są w pięciu działach: dyplomy, archiwalia, rękopisy biblioteczne, rękopisy muzyczne i mikrofilmy, w których znajduje się blisko siedem tysięcy jednostek archiwalnych (m.in. teczek, poszytów i ksiąg) zajmujących 113 metrów bieżących półek. Archiwum, po uzyskaniu zezwolenia wglądu jest dostępne dla zainteresowanych.

#### Refektarz
Zbudowany został w latach 60. XVII wieku, a ukończony 12 sierpnia 1669, w zachodnim skrzydle klasztoru w stylu barokowym jako obszerna sala jadalna na planie prostokąta o wymiarach (26,5 × 10) m i wysokości 5,5 m, nakryta bezprzęsłowym sklepieniem kolebkowym z lunetami o nisko schodzących kapach sklepiennych wspartych na odcinkach gzymsów, która jest poprzedzona przedsionkiem. Sala posiada 7 prostokątnych okien, osadzonych w głębokich wnękach. W ścianie zachodniej znajduje się główne wejście do refektarza w postaci okazałego portalu, wykonanego z piaskowca w 1670. We fryzie na czarnej marmurowej tablicy widnieje napis (łac. Refectorium). Z pierwotnego wyposażenia refektarza pozostał późnobarokowy z 1736 lawaterz na ścianie północnej z czarnego marmuru dębnickiego ozdobiony różowym marmurem paczółtowickim. Jest to naczynie w kształcie misy z umieszczonym nad nią kranem.
Dekoracja sztukatorska typu lubelsko-kaliskiego pochodzi sprzed 1670. Szwy lunet podkreślone są fryzem jajowym, a narożniki sklepienia fryzem w postaci sznurów pereł. Dekoracja malarska powstała w latach 1695–1696, stanowi układ 17 emblematów i 9 alegorii, umieszczonych przemiennie na kapach sklepiennych i w lunetach. Największe dwa emblematy w kształcie krzyża o półkoliście wklęsłych zakończeniach ramion ujętych w architektoniczne ramy, znajdują się w centralnej części sklepienia. Rozdziela je mniejszy w kształcie czworoliścia. Na kapach sklepiennych umieszczono przedstawienia alegoryczne w płycinach ujętych w architektoniczne klinowate ramy. W górnej części zamknięte są półkoliście uskokiem, u góry i po bokach ozdobione złoconym ornamentem palmetowym. W lunetach umieszczono emblematy w czworolistnych płycinach. Nad każdym ikonem umieszczono kartusz z wypisaną majuskułą sentencją. Na ścianie południowej znajduje się pochodzący z końca XVII wieku krucyfiks, umieszczony w klinowatej ramie architektonicznej.
Z 1679 pochodzi malowidło w centralnej części sklepienia z różanym wieńcem weselnym ze złotym łańcuchem upamiętniającym uroczystości zaślubin króla Michała Korybuta Wiśniowieckiego z arcyksiężniczką austriacką Eleonorą 27 lutego 1670, którzy ucztowali w refektarzu. Pozostałe partie dekoracji malarskiej wykonał Karol Dankwart. Refektarz był wielokrotnie poddany zabiegom konserwatorskim, polegającym na przemalowaniu lub domalowaniu nowego elementu. W 1737 refektarz został odnowiony i odrestaurowany przez anonimowego włoskiego malarza. Kolejna renowacja została przeprowadzona w latach 1780–1793 przez paulińskiego malarza br. Marcelego Dobrzeniewskiego. W 1935 Szymon Poprzęcki namalował na ścianach refektarza sceny z życia św. Pawła I Pustelnika i odnowił malowidła na sklepieniu. W czasie następnych zabiegów konserwatorskich oczyszczono wszystkie freski i malowidła. Sala refektarza jest pomieszczeniem klauzurowym, niedostępnym dla pielgrzymów i zwiedzających.

### Muzea

#### Skarbiec
Skarbiec został zbudowany w latach 1649–1651 nad Zakrystią, do którego wejście prowadzi z wałów od strony wschodniej. Pierwotne wyposażenie w postaci komód i szaf zastąpiono w 1921 oszklonymi witrynami przyściennymi według projektu Adolfa Szyszko-Bohusza. Na ekspozycję składają się m.in. bogato reprezentowane złotnictwo. Przykładem jest monstrancja późnogotycka, ofiarowana przez króla Zygmunta Starego, liczne krzyże (m.in. norymberski z 1510 Zygmunta Starego), kielichy mszalne (m.in. dar papieży św. Jana XXIII i Pawła VI czy Jerzego Ignacego Lubomirskiego), świeczniki, srebrne tace (m.in. Jana III Sobieskiego), plakiety wotywne, oraz augsburski ołtarzyk hebanowy ze srebrnymi ozdobami z 1624 (dar królewicza Konstantego Sobieskiego). Umieszczono tu również kopię cudownego obrazu Matki Bożej Jasnogórskiej wykonaną przez Józefa Chełmońskiego.
Ponadto wyeksponowano wyroby włoskie, takie jak ślubny komplet koralowy króla Michała Korybuta Wiśniowieckiego, austriackie, rosyjskie i polskie. Cennym eksponatem jest dar Augusta III i jego małżonki Marii Józefy w postaci relikwiarza Krzyża Świętego. Licznie zgromadzono kolekcję różańców składanych przez królów (m.in. królowej Bony czy Jana III Sobieskiego), magnatów i szlachtę. Okazale prezentuje się duży zbiór zegarów i zegarków z różnych epok. W skarbcu umieszczono również zbiór zabytkowych szat liturgicznych i ornatów ofiarowanych przeważnie przez królów.

#### Muzeum 600-lecia

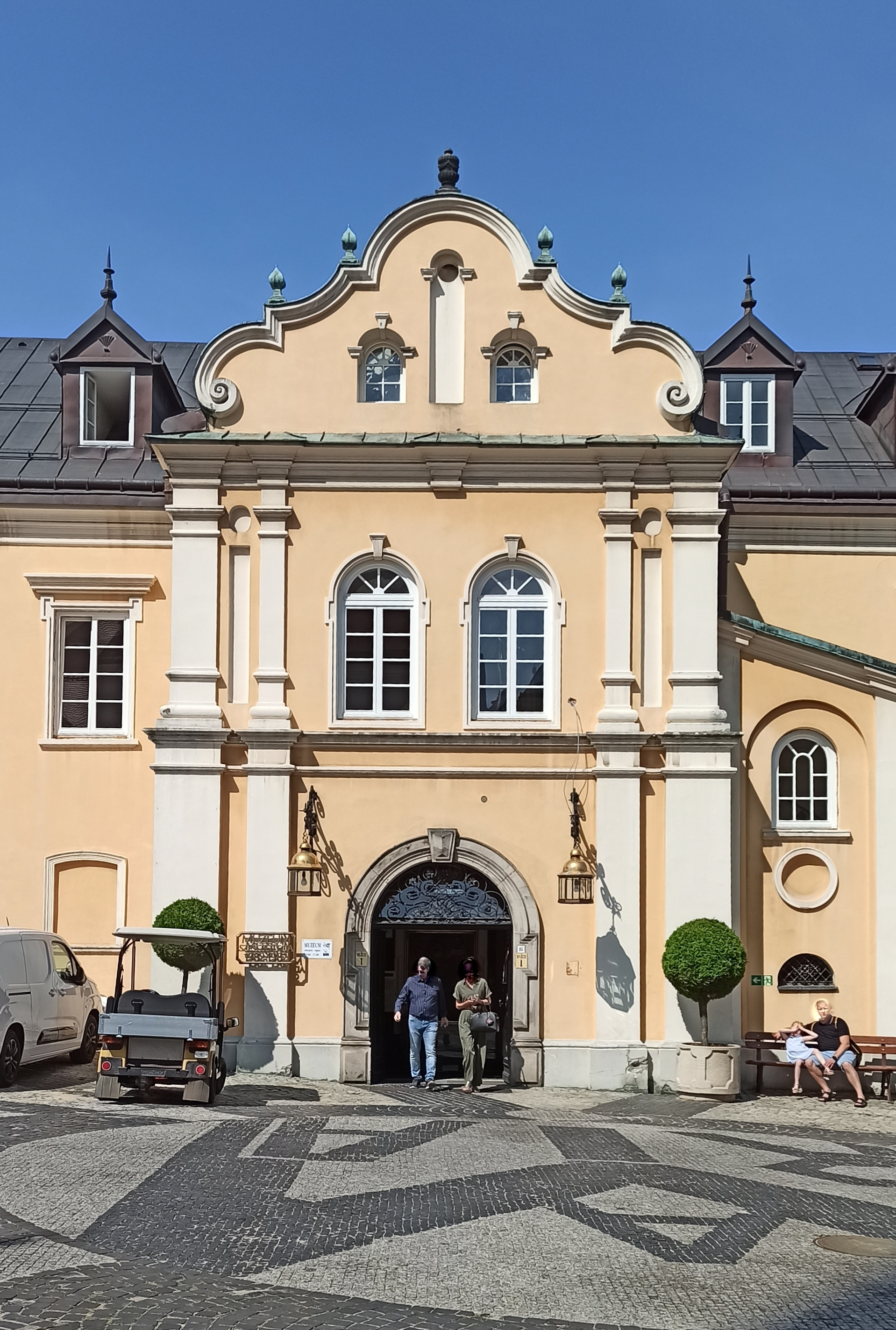
Muzeum 600-lecia

Muzeum zostało otwarte w 1982 w sali budynku dawnej drukarni klasztornej, istniejącej do 1864, a następnie magazynu w celu stałej ekspozycji ukazującej historię 600-lecia obecności wizerunku Matki Bożej na Jasnej Górze oraz sprowadzonych z Węgier jego opiekunów ojców paulinów. Wejście do muzeum prowadzi z dziedzińca na wprost kaplicy Matki Bożej. W Muzeum znajduje się wiele obrazów i innych pamiątek, m.in. obrazy postaci świętych paulińskich: Pawła Pierwszego Pustelnika i Antoniego Opata, płótno z 1635 pędzla Tomasza Dolabelli przedstawiające przeniesienie relikwii św. Pawła Pierwszego Pustelnika z Wenecji do Budy na Węgrzech w 1381, cykl eremicki obrazów z XVII wieku przedstawiających św. Andrzeja Świerada czy św. Benedykta, płótna z XVII wieku ilustrujące m.in. fundację klasztoru jasnogórskiego przez Władysława Opolczyka, zatwierdzenie zakonu paulinów przez papieża Urbana IV czy męczeństwo paulinów na Węgrzech w czasie najazdu tureckiego w 1526.
Na stelażach wzdłuż ścian stoją portrety prowincjałów i generałów zakonu malowane w pracowni jasnogórskiej (m.in. o. K. Biedrzychowskiego OSPPE, o. A. Gołdonowskiego OSPPE, o. Augustyna Kordeckiego OSPPE czy o. Tobiasza Czechowicza STD.).
W gablotach pośrodku sali znajdują się m.in.: dokument fundacyjny klasztoru jasnogórskiego wydany przez księcia Władysława Opolczyka z 1383 oraz dokument drugiej fundacji dokonanej przez króla Władysława Jagiełłę w Krakowie w 1393. Zbiór książek z XVIII -XIX wieku tłoczonych w drukarni klasztornej, srebrne wota, kielichy, ryngrafy, medale, wota więźniów obozów koncentracyjnych Dachau i Oświęcimia. W przeszklonej części wnętrza eksponowane są liczne wota w postaci plakietek, korali, trzy sukienki obrazu Matki Bożej oraz świece ofiarowane przez papieży. Dużą część zajmują pamiątki związane ze św. Janem Pawłem II (szaty liturgiczne, pastorał, dwa kielichy, dary z pielgrzymek po świecie, specjalne fotele). Często dodawane są tu nowe pamiątki, m.in. zespół wotów tragicznie zmarłego Prezydenta RP Lecha Kaczyńskiego.
Po bokach umieszczono portrety trumienne i blachy herbowe dobrodziejów Jasnej Góry.
Na ścianach wiszą obrazy przedstawiające m.in. św. Augustyna pędzla brata Tyburcjusza Nowakowicza i św. Stanisława wskrzeszającego Piotrowina z XVII wieku pędzla brata Izydora Szymona Leszczyńskiego.
Ponadto w sali znajduje się zbiór instrumentów muzycznych z XVII–XVIII wieku używanych przez kapelę jasnogórską założoną w XVI wieku oraz inne instrumenty muzyczne (m.in. harfa francuska z XIX wieku, skrzypce, trąbki, flety czy picola).

#### Skarbiec Pamięci Narodu
Został utworzony 3 maja 2006 we wnętrzu jasnogórskiego wałowego Bastionu św. Rocha, w wyniku podjętych w 1991 prac konserwatorskich, prowadzących do odsłonięcia Bastionu, jako stała ekspozycja, na której znalazło się blisko 500 eksponatów sztuki wotywnej, gromadzonych na Jasnej Górze, w tym pamiątki historyczne i zabytki rzemiosła artystycznego. Wystawa została wyeksponowana za pomocą nowatorskiego zastosowania szaf ze szkła i specjalnego oświetlenia przy udziale głównego sponsora ekspozycji Jana Kulczyka.
Wystawa obejmuje głównie zabytki XVIII wieczne, w tym zbiór broni, nawiązujący do funkcjonowania garnizonu wojskowego na Jasnej Górze. Znalazła się tam również grupa wyrobów orientalnych, m.in. trofea króla Jana III Sobieskiego z bitwy pod Wiedniem w 1683. W centralnej sali, obok cennej monstrancji, umieszczono siedem zabytków, a wśród nich dwie szable: jedną, należącą według tradycji do króla Stefana Batorego i drugą, będącą własnością hetmana Stanisława Żółkiewskiego. Obok znajduje się pięć buław z XVII i XVIII wieku, insygniów władzy dawnych polskich hetmanów, złożonych jako wota przed obrazem Matki Bożej Jasnogórskiej. Całości ekspozycji dopełniają dzieła rzemiosła artystycznego, malarstwa i rzeźby, naczynia liturgiczne, plakiety wotywne oraz cenne tkaniny obiciowe i gobelin. Ekspozycja prezentuje ponadto obrazy, transparenty, fotografie, sztandary, miniatury pomników oraz pamiątki internowanych członków NSZZ „Solidarność”. Szczególnymi elementami są eksponaty związane z Lechem Wałęsą (historyczny długopis, medal i dyplom Pokojowej Nagrody Nobla).
Na wystawie eksponowane są również mundury, militaria, ordery, odznaczenia, dokumenty, pamiątki żołnierzy polskich walczących na wszystkich frontach II wojny światowej (m.in. mundury żołnierskie, a wśród nich mundur marynarski Prezydenta Ignacego Mościckiego czy mundur Marszałka Edwarda Rydza-Śmigłego).
Obszernym elementem ekspozycji są wota katastrofy smoleńskiej z 10 kwietnia 2010 (m.in. piuska biskupa polowego Wojska Polskiego Tadeusza Płoskiego, zniszczony mundur gen. Bronisława Kwiatkowskiego, mundur, czapka i generalskie odznaki gen. Andrzeja Błasika czy sutanna ks. ppłk. Jana Osińskiego).
Ekspozycja złożona jest w kilku salach tematycznych:
- Bóg, Honor, Ojczyzna. Niewola Polaków, martyrologia, narodowe zrywy XIX i XX wieku po czasy Narodowego Zrywu NSZZ „Solidarność”
- Historia godła Polski i falerystyka
- Sala panelowa. Zaduma nad Ojczyzną i jej wartościami
- Archeologia. Lapidarium i pamiątki pielgrzymie (medale, medaliki, krzyżyki i inne wota)
- Sala papieża św. Jana Pawła II („Totus Tuus”)
- Sala bł. kard. Stefana Wyszyńskiego („Wszystko postawiłem na Maryję”)
- Sala szat i naczyń liturgicznych oraz tkanin historycznych

#### Arsenał

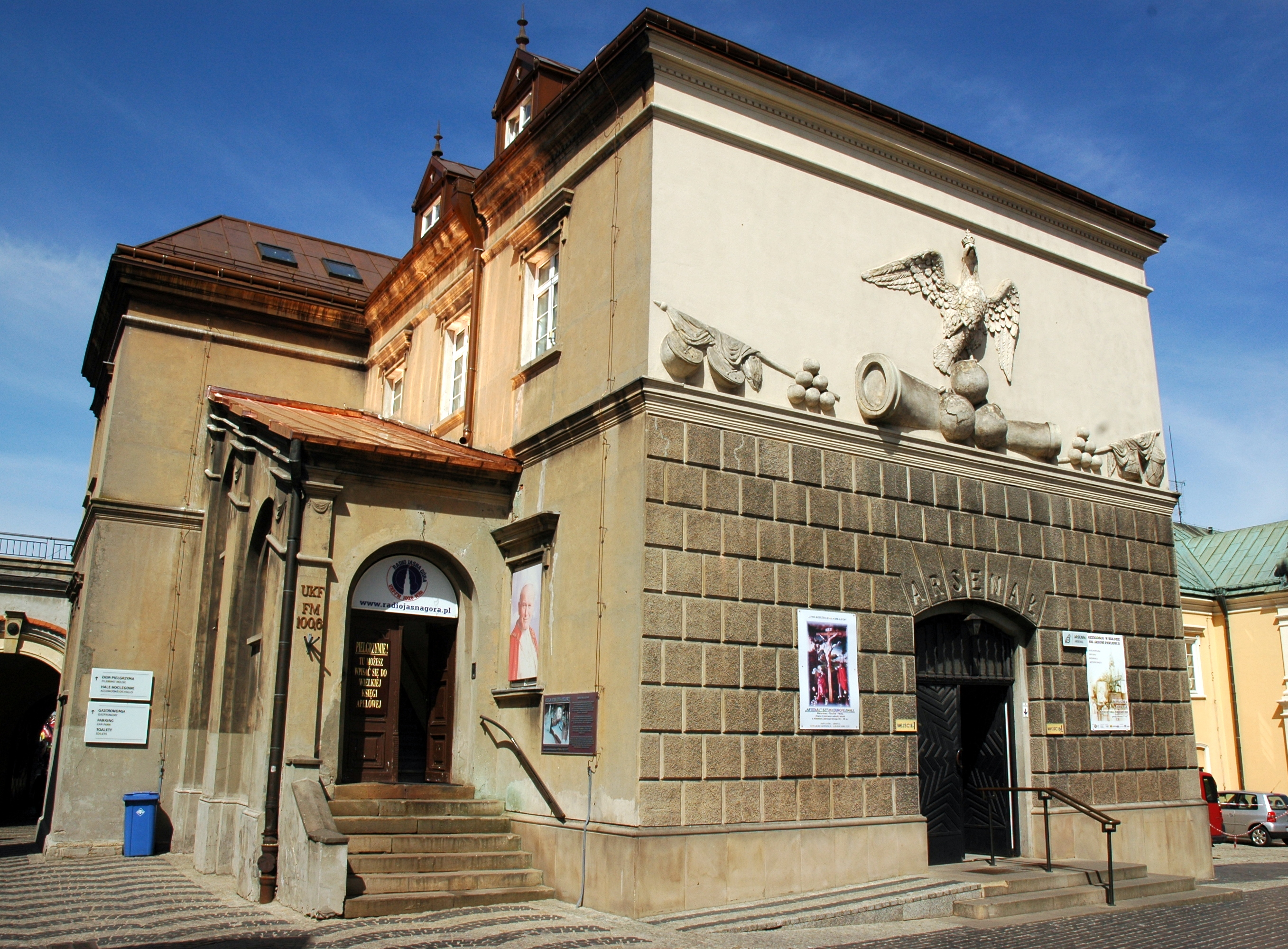
Fasada Arsenału

Budynek Arsenału (zbrojowni), został wzniesiony w latach 1660–1680 w celu przechowywania sprzętu wojennego służącego obronności twierdzy jasnogórskiej. Nad wejściem umieszczono płaskorzeźbę przedstawiającą orła z rozpostartymi skrzydłami, obejmującego wyobrażenie elementów uzbrojenia.
Początkowo znajdowała się w arsenale ekspozycja dawnej broni oraz pamiątek związanych z wydarzeniami wojennymi twierdzy jasnogórskiej. Po utworzeniu w Bastionie św. Rocha w 2006 stałej ekspozycji Skarbca Pamięci Narodu, a następnie przeniesieniu tam zbiorów, została w nim utworzona 14 września 2010 inna ekspozycja pod nazwą: Arsenał sztuki europejskiej. Malarstwo – Rzeźba – Wota. Znane i nieznane zabytki sztuki z klasztoru jasnogórskiego XV – XX w., otwarta przez generała o. Izydora Matuszewskiego OSPPE.
Wystawa łączy ze sobą tematykę religijną w dwóch osiach: Ukrzyżowania, przecinającą w poprzek wystawę i Maryjną, wzdłuż największej części Arsenału. Linię Krzyża wyznacza duża rzeźba Chrystusa Ukrzyżowanego z XV wieku, wraz z obrazami przedstawiającymi sceny ukrzyżowania. Poniżej znajduje się gablota z różnymi eksponatami nawiązującymi do ukrzyżowania (m.in. barokowy krucyfiks z kości słoniowej). Na linię Maryjną składają się dzieła sztuki, rosyjskie, włoskie, niemieckie, hiszpańskie i polskie, w postaci obrazów Madonny z Dzieciątkiem, głównie z XVII wieku, w tym Madonna z Dzieciątkiem Pietera Brueghela młodszego. Część wystawy stanowią obrazy z widokami Jasnej Góry i kopie Obrazu Matki Bożej Jasnogórskiej (m.in. kopia obrazu Matki Bożej w sukni perłowej, która została skradziona w 1910, obraz Juliana Fałata Pielgrzymi u podnóża Jasnej Góry). Są tu także obrazy przedstawiające dawne wnętrze kaplicy Matki Bożej. Wystawę kończy wątek patriotyczny (m.in. Godło Polski autorstwa Jana Matejki, portrety królewskie czy sceny historyczne).
Ponadto w Arsenale umieszczono szereg gablot m.in. z wotami, wyrobami złotniczymi, sygnetami herbowymi i świecącymi serduszkami jasnogórskimi.

## Obraz Matki Bożej Częstochowskiej

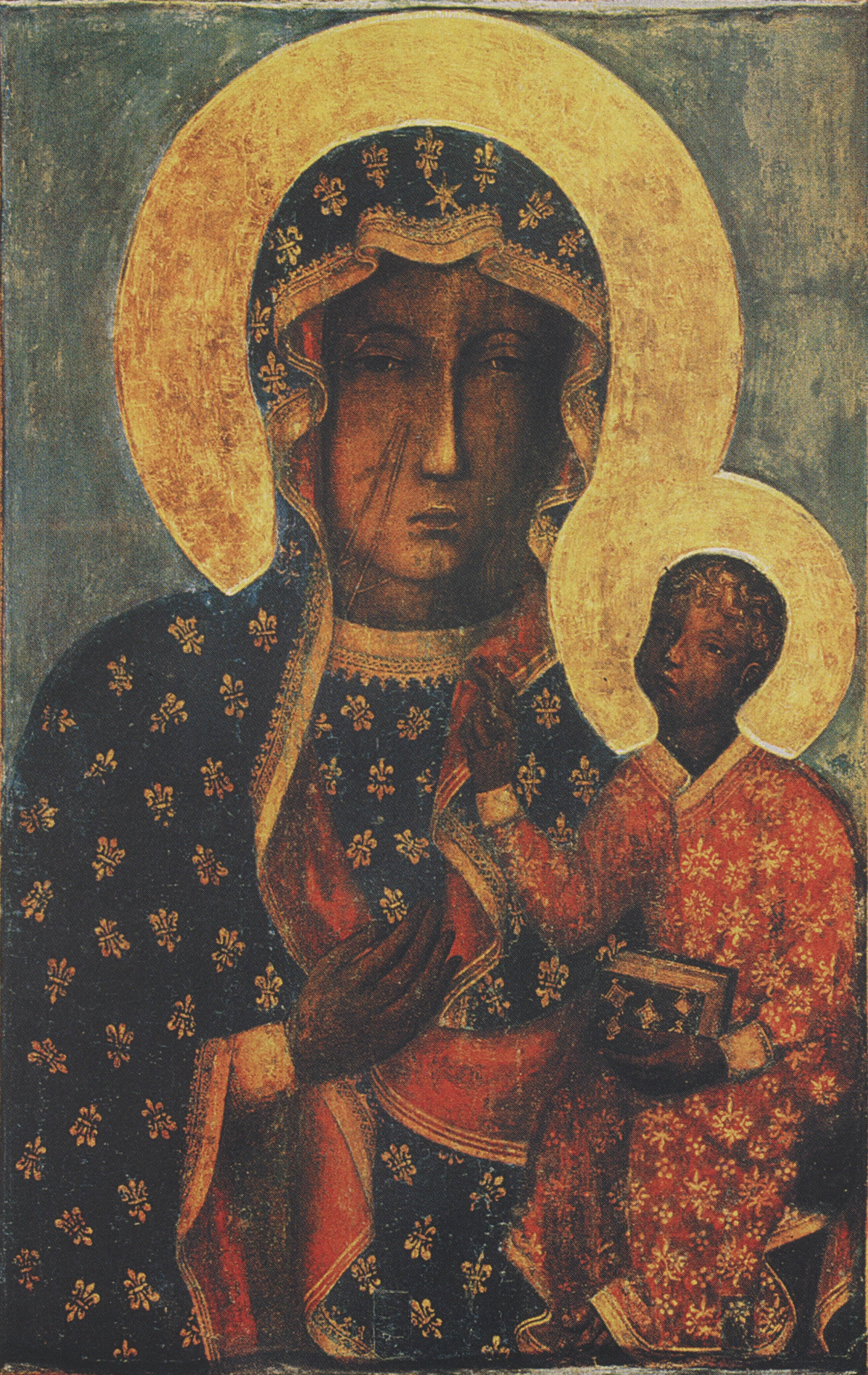
Obraz Matki Bożej Częstochowskiej

### Historia obrazu
W 1382 książę Władysław przewiózł wizerunek Matki Bożej z Dzieciątkiem z Bełza do Opola, lecz po drodze wóz z obrazem miał zatrzymać się w Częstochowie, a konie nie chciały ruszyć z miejsca. Uznając to za znak Boży książę pozostawił obraz w miejscowym klasztorze. Zaś według tradycji zakonnej, przekazanej w drugiej połowie XVI wieku przez pisarza paulińskiego o. Mikołaja z Wilkowiecka, obraz Matki Bożej został złożony na Jasnej Górze w dwa lata po fundacji klasztoru, czyli w 1384. Władysław Opolczyk złożył go w klasztorze 31 sierpnia 1384 roku.
W 1430 sanktuarium zostało napadnięte przez grupę zawodowych przestępców dowodzonych przez szlachciców – Jakuba Nadobnego z Rogowa herbu Działosza, Jana Kuropatwę z Łańcuchowa herbu Szreniawa i księcia wołyńskiego Fryderyka Ostrogskiego. Tak o tym wydarzeniu pisze Jan Długosz:

Pod ten czas niektórzy z szlachty polskiej wyniszczeni marnotrawstwem i obciążeni długami, mniemając, że klasztor częstochowski na Jasnej Górze, zakonu św. Pawła Pierwszego Pustelnika, posiadał wielkie skarby i pieniądze, z tej przyczyny, że do niego z całej Polski i krain sąsiednich (...) zbiegał się lud pobożny (...) zebrawszy (...) kupę łotrzyków (...) napadli na rzeczony klasztor paulinów. A nie znalazłszy w nim spodziewanych skarbów, zawiedzeni w nadziei, ściągnęli ręce świętokradzkie do naczyń i sprzętów kościelnych, jako to kielichów, krzyżów i ozdób miejscowych. Sam nawet obraz Najchwalebniejszej Pani naszej odarli ze złota i klejnotów, którymi go ludzie pobożni przyozdobili. Niezaspokojeni łupem, oblicze obrazu mieczem na wylot przebili, a deskę, do której wizerunek przylegał, połamali, tak iż zdawało się, że to nie Polacy, ale Czesi kacerze dopuścili się czynów tak srogich i bezbożnych. Po dopełnieniu takowego gwałtu, raczej skalani zbrodnią niż zbogaceni, z niewielką zdobyczą pouciekali. Długi czas mniemano, że ów gwałt popełnili czescy kacerze, mieszkający w przyległych Polsce miastach i zamkach szląskich. I już Władysław król i panowie polscy poczęli byli myśleć o wydaniu wojny Czechom, ale gdy się sprawa wydała i rzeczy wyjaśniły, karano srodze owych z szlachty polskiej złoczyńców, a wielu wtrącono do więzienia.

W połowie XVII wieku szwedzki król Karol X Gustaw, zająwszy Warszawę i Kraków, poniósł klęskę pod częstochowskim klasztorem na Jasnej Górze. To wydarzenie dodało otuchy Polakom, a król Jan Kazimierz, powróciwszy do Lwowa, ogłosił manifest, w którym polecał swoje państwo protekcji Matki Bożej, nazywając ją Królową Polski.

### Kult obrazu
Apel jasnogórski jest wieczorną modlitwą kierowaną do Królowej Polski w intencji Polski i Kościoła. Codzienny apel wprowadzono w intencji prześladowanego przez władze systemu totalitarnego, uwięzionego w latach 50. XX wieku prymasa kard. Stefana Wyszyńskiego, modląc się o jego uwolnienie. Nabożeństwo odprawiane jest codziennie o godzinie 21:00 w kaplicy Matki Bożej Częstochowskiej.

### Intrady
Odsłonięciu obrazu towarzyszą intrady, tzn. uroczysty hejnał (fanfara) tzw. Intrada Królewska grana przez ośmioosobowy zespół muzyczny na sześciu trąbkach i kotle od drugiej połowy XVII wieku z chóru zakonnego tzw. empor bocznych kaplicy Matki Bożej. Podczas zasłonięcia wykonuje się jedną z dziewięciu skomponowanych melodii przez kapelmistrza watykańskiego ks. Wawrzyńca Perossiego w 1908. Obecnie w skład zespołu muzycznego wchodzi 18 inradzistów, głównie ojców paulinów.

## Malarstwo

### Golgota Jasnogórska
Jednym z ciekawszych serii obrazów, znajdujących się na górnej kondygnacji wejściowej części kaplicy Matki Bożej, tzw. przybudówki są obrazy autorstwa Jerzego Dudy-Gracza, tzw. „Golgota Jasnogórska”, namalowane w latach 2000–2001. Jest to cykl 18 obrazów o wymiarach (185 × 117) cm przedstawiających 14 stacji Drogi Krzyżowej, a także dodatkowo: Zmartwychwstanie Jezusa, spotkanie z niewiernym Tomaszem, rozesłanie apostołów oraz Wniebowstąpienie. Największy obraz (XII stacja) – o wymiarach (185 × 234) cm – przedstawia Ukrzyżowanie Jezusa na tle 30 postaci polskich świętych.

## Pomniki i rzeźby
Oprócz rzeźb znajdujących się w zabudowaniach klasztornych, na Jasnej Górze i w jej najbliższym otoczeniu znajduje się wiele rzeźb i pomników o charakterze religijnym, pochodzących z różnych okresów.

### Droga krzyżowa
Śladem po fosach jest zagłębienie terenu w ogrodzie klasztornym, założonym na początku XX wieku przez inżyniera ogrodnika Stefana Szczecińskiego, w którym w latach 1900–1913, staraniem o. Euzebiusza Rejmana OSPPE wybudowano 14 stacji drogi krzyżowej. Grupy rzeźbiarskie, odlane w brązie są dziełem Piusa Welońskiego, z którym współpracowali Konstanty Laszczka, Hipolit Marczewski i Leonard Wasilkowski. Granitowe postumenty stacji zaprojektował architekt Stefan Szyller.

### Droga różańcowa
Na placu wokół klasztoru w latach 1989–2005 z inicjatywy o. Rufina Abramka OSPPE powstało 20 stacji tzw. Drogi różańcowej z 20 tajemnicami różańcowymi według projektu Wiktora Zina oraz Tomasza Rossa.

### Pomnik Matki Bożej Niepokalanej
Przy placu przed klasztorem odsłonięto 8 grudnia 2009 pomnik Matki Bożej Niepokalanej z figurą Maryi o wysokości 185 cm oraz wadze 450 kg, wykonaną z marmuru kararyjskiego autorstwa rzeźbiarza Kamila Drapikowskiego, którego fundatorem są Spółdzielcze kasy oszczędnościowo-kredytowe (SKOK). Wcześniej (do zakończenia panowania rosyjskiego) na kolumnie stał posąg cara Aleksandra II, a następnie w 1917 zastąpiła go najpierw drewniana, a później wapienna neobarokowa figura Matki Bożej, którą w 2009 przeniesiono na skutek podniszczenia do jasnogórskiego muzeum.

### Pomnik kard. Stefana Wyszyńskiego
Na skwerze tuż przy placyku przed głównym wejściem do Bramy Lubomirskich odsłonięto 26 sierpnia 1997 pomnik prymasa kard. Stefana Wyszyńskiego. Jest to mierząca 3,5 m wysokości oraz ważąca 6 t przyklękająca i pochylona postać kardynała, zwrócona w kierunku kaplicy Matki Bożej wykonana z brązu według projektu Jana Kucza, a ufundowana przez państwo Sawko ze Stanów Zjednoczonych.

### Pomnik o. Augustyna Kordeckiego
Pomnik o. Augustyna Kordeckiego OSPPE znajduje się na wałach, w centralnej części bastionu Potockich. Został wykonany ze spiżu według projektu Henryka Stattlera w 1859. Na wszystkich czterech bokach cokołu znajdują się herby zasłużonych przy obronie Jasnej Góry rodów: Czarnieckich, Krzyżtoporskich, Skórzewskich oraz Zamoyskich.

### Pomnik św. Jana Pawła II
Pomnik św. Jana Pawła II znajduje się na bastionie Świętej Trójcy i mierzy 4,3 m (bez cokołu). Autorem tego pomnika z brązu jest Władysław Dudek, a fundatorami małżeństwo Gołąb ze Stanów Zjednoczonych. Został odsłonięty i poświęcony 26 sierpnia 1999 – w uroczystość Matki Boskiej Częstochowskiej, z udziałem Episkopatu Polski.
Monument przedstawia stojącego papieża w sutannie, z piuską w lewej ręce, wyciągającego prawą dłoń w geście pozdrawiania. Cokół okryty jest płytami z czerwonego marmuru. Na każdej z nich – oprócz frontalnej z herbem papieskim, zamocowane są dodatkowo płyty z brązu, w których wyryte zostały napisy.

### Pomnik rodziców św. Jana Pawła II
Nieopodal Domu Pielgrzyma im. św. Jana Pawła II, przy budynku obok recepcji, na niewysokim ceglanym cokoliku znajduje się pomnik rodziców papieża św. Jana Pawła II – Emilii i Karola Wojtyłów, który odsłonięto w sierpniu 1991. Dwie figury naturalnej wielkości zaprojektował i wyrzeźbił w 1987 artysta Józef Marek, profesor Akademii Sztuk Pięknych w Krakowie, a odlew wykonała w 1991 pracownia metali kolorowych Mariana Boruty z Krakowa.

## Numizmatyka
Narodowy Bank Polski wprowadził do obiegu następujące monety poświęcone Jasnej Górze:
- 24 sierpnia 2005 okolicznościową o nominale 2 zł 350-lecie obrony Jasnej Góry w nakładzie 1 mln sztuk[104]
- 24 sierpnia 2005 srebrną kolekcjonerską o nominale 20 zł 350-lecie obrony Jasnej Góry w nakładzie 69 000 sztuk[105]
- 21 września 2009 okolicznościową o nominale 2 zł w serii Miasta w Polsce Częstochowa – Jasna Góra w nakładzie 1,1 mln sztuk[106]

## Władze klasztoru i sanktuarium
Przeorowie klasztoru na Jasnej Górze mianowani są spośród zakonników od 1382, czyli od powstania klasztoru. Pierwszym przeorem został o. Grzegorz Primipillus OSPPE, obecnym jest o. Samuel Pacholski OSPPE. Funkcję tę pełniło do tej pory około 131 zakonników. Przeor kieruje klasztorem, natomiast funkcję przełożonego nad sanktuarium sprawuje – zgodnie z konstytucją zakonu – podległy mu kustosz. Wszyscy z racji hierarchii zakonnej podlegają wybieranemu przez kapitułę generałowi oraz są przez niego – za zgodą tzw. definitorów – mianowani. Obecnie funkcję generała sprawuje o. dr Arnold Chrapkowski OSPPE.
| Zarząd klasztoru i sanktuarium na Jasnej Górze |                         |                        |
| Funkcja                                        | Funkcja                 | Zakonnik               |
| Klasztor na Jasnej Górze                       |                         |                        |
| Przeor                                         | Przeor                  | o. Samuel Pacholski    |
| Podprzeorowie                                  | I                       | o. Rafał Wilk          |
| Podprzeorowie                                  | II                      | o. Marcin Ciechanowski |
| Podprzeorowie                                  | III                     | o. Ryszard Kowalski    |
| Administrator                                  | Administrator           | o. Czesław Brud        |
| Zastępca administratora                        | Zastępca administratora | o. Kazimierz Jarosz    |
| Sanktuarium na Jasnej Górze                    |                         |                        |
| Kustosz                                        | Kustosz                 | o. Waldemar Pastusiak  |
| Zastępca kustosza                              | Zastępca kustosza       | o. Arseniusz Jurak     |

## Pielgrzymowanie
Jasna Góra jest najczęstszym celem pielgrzymowania w Polsce. W 2023 na Jasną Górę przybyło około 3,6 mln pielgrzymów i turystów z wielu krajów (poza Polakami, najliczniej ze Stanów Zjednoczonych, Niemiec, Włoch i Hiszpanii). W 440 ogólnopolskich pielgrzymkach na Jasną Górę wzięło udział około 87 tysięcy osób. Pieszo do sanktuarium przybyło około 78 tysięcy osób w 228 pielgrzymkach. Najliczniejsze były diecezjalne pielgrzymki z Tarnowa, Radomia, Krakowa i Warszawy, liczące ponad 4 tys. pątników. Ponadto pielgrzymowano na Jasną Górę również w pielgrzymkach: rowerowych, biegowych, konnych i na łyżworolkach.
Warto dodać, że najdłuższą pieszą pielgrzymką w Polsce jest organizowana corocznie od 1982 pielgrzymka kaszubska na Jasną Górę o długości 638 km, trwająca 19 dni (25 lipca – 12 sierpnia), idąca na trasie: 
Hel – Swarzewo – Wejherowo – Sianowo – Szymbark – Stare Polaszki – Lubichowo – Lipinki – Świecie – Nawra – Toruń – Sędzin – Morzyczyn – Koło – Dobra – Sieradz – Rychłocice – Ożegów – Miedźno – Jasna Góra.
Przy Jasnej Górze działa hotel Dom Pielgrzyma im. św. Jana Pawła II (ul. ks. kard. Stefana Wyszyńskiego 1), posiadający 660 miejsc noclegowych, przyjmujący gości przez cały rok, a także Hale Noclegowe (ul. Klasztorna 1) z 485 miejscami, czynne od maja do października. Prowadzą tu także działalność sklepy spożywcze i pamiątkarskie, herbaciarnia, punkt fotograficzny, księgarnia Claromontana. Ponadto przy sanktuarium działa: Jasnogórski Punkt Pomocy Medycznej, Jasnogórski Punkt Charytatywny (ul. Św. Barbary 6) i Jasnogórski Telefon Zaufania.
Na mocy decyzji papieża Franciszka od 26 lutego 2020 pielgrzymi nawiedzający Jasną Górę mogą otrzymać dar odpustu zupełnego pod zwykłymi warunkami.

## Dzieła duszpasterskie
Przy jasnogórskim sanktuarium działają następujące grupy apostolskie (2019):
- Armia św. Michała Archanioła (od 2010)
- Asysta Jasnogórska
- Bractwo Eucharystyczne (od 2004, opiekun o. Jan Poteralski)
- Bractwo Najświętszej Maryi Panny Królowej Korony Polski[116] (1718–1864, od 2012, opiekun o. Roman Wit)
- Centralny Ośrodek Duchowej Adopcji Dziecka Poczętego[117] (opiekun o. Stanisław Jarosz)
- Chóry Jasnogórskie (cztery chóry)
- Duszpasterstwo Młodzieżowe
- Franciszkański Zakon Świeckich
- Intradziści i Orkiestra Jasnogórska
- Jasnogórska Rodzina Różańcowa (1610–1864, 1917–1947, od 1974, dyrektor o. Marian Waligóra)[118]
- Jasnogórska Wspólnota Odnowy w Duchu Świętym „Kana”[119] (od 1993, opiekun o. Dariusz Kropacz)
- Jasnogórskie Centrum Modlitwy Zawierzenia[120] (opiekun o. Tomasz Tlałka)
- Konfederacja Przyjaciół Jasnej Góry[121]
- Rycerstwo Orderu Jasnogórskiej Bogarodzicy[122] (od 1991, Dziekan Generalny Rycerstwa o. Jan Adam Nalaskowski)
- Sodalicja Mariańska[123] (1916–1949, od 1980)
- Wspólnota bł. Euzebiusza (moderator o. Marek Nowacki)
- Wspólnota „Niespokojnych Nadzieją”
- Wspólnota Zawierzenia Rodzin
- Wspólnota „Z Maryją ratuj człowieka” (opiekun o. Kazimierz Maniecki)[124]

## Media
Do obsługi medialnej utworzono w 1978 Biuro prasowe Jasnej Góry, którego celem jest wszechstronna informacja o wszelkich zagadnieniach związanych z Jasną Górą. Ponadto utworzono rozgłośnię radiową Radio Jasna Góra, czasopismo (dwumiesięcznik) „Jasna Góra”, wydawnictwo „Paulinianum” oraz Jasnogórskie Centrum Informacji.
Rozgłośnia radiowa została założona 25 marca 1995 przez ojców paulinów. Pełni ewangelizacyjną oraz patriotyczną misję sanktuarium maryjnego. Rozgłośnia nadaje na częstotliwości 100,6 MHz, a jej sygnał ma zasięg ok. 100 km, a ponadto można ją odbierać za pośrednictwem satelity Hot Bird w platformie cyfrowej nc+.
Przy sanktuarium działa również od 1983 periodyk o nazwie „Jasna Góra” o nakładzie 10.000 egzemplarzy, którego wydawcą jest Kuria Generalna Zakonu Paulinów i Klasztor Jasnogórski, a który drukowany jest w Krakowie. W czasopiśmie tym (również w wersji internetowej) poruszane są aktualne wydarzenia związane z zakonem paulinów lub sanktuarium oraz drukowane są inne artykuły o charakterze duszpasterskim. W 2018 dwumiesięcznik został wyróżniony nagrodą „Mały Feniks 2018” przez Stowarzyszenie Wydawców Katolickich.
Kolejnym dziełem medialnym zakonu paulinów jest powołane przy sanktuarium wydawnictwo o nazwie „Paulinianum”. Nakładem tego wydawnictwa ukazują się publikacje książkowe o tematyce teologicznej, głównie z zakresu mariologii, historii oraz nauk społecznych. Przy wydawnictwie działa również księgarnia, prowadząca m.in. sprzedaż wysyłkową.
Do udzielania informacji dotyczących liturgii, życia religijnego i kulturalnego Jasnej Góry utworzono Jasnogórskie Centrum Informacji. Centrum pośredniczy w uzyskaniu przewodnika po Jasnej Górze dla pielgrzymów zagranicznych w kilkunastu językach oraz rezerwacji mszy św. dla tych grup.
| Media na Jasnej Górze           |                                |
| Funkcja                         | Osoba                          |
| Biuro prasowe Jasnej Góry       |                                |
| Dyrektor                        | o. Michał Bortnik              |
| Rzecznik prasowy                | o. Michał Bortnik              |
| Radio Jasna Góra                |                                |
| Dyrektor                        | o. Andrzej Grad                |
| Dwumiesięcznik Jasna Góra       |                                |
| Redaktor naczelny               | o. Tomasz Leśniewski           |
| Wydawnictwo Paulinianum         |                                |
| Dyrektor                        | o. Michał Lukoszek             |
| Jasnogórskie Centrum Informacji |                                |
| Dyrektor                        | s. Małgorzata Kierznowska USJK |